# 臺北市市區公車
臺北市市區公車係指由臺北市政府交通局轄下臺北市公共運輸處作為主管機關的市區汽車客運服務，除4碼編號路線、臺北市雙層觀光巴士外，大多數市區公車路線由公車業者共同組織的臺北市公車聯營管理委員會（聯管會）統一管理，下設執行單位臺北市公車聯營管理中心（聯管中心）。使用共通的路線編碼型式、票務及收費制度、旗桿式站牌、以及路線與站名資訊圖。

## 概要

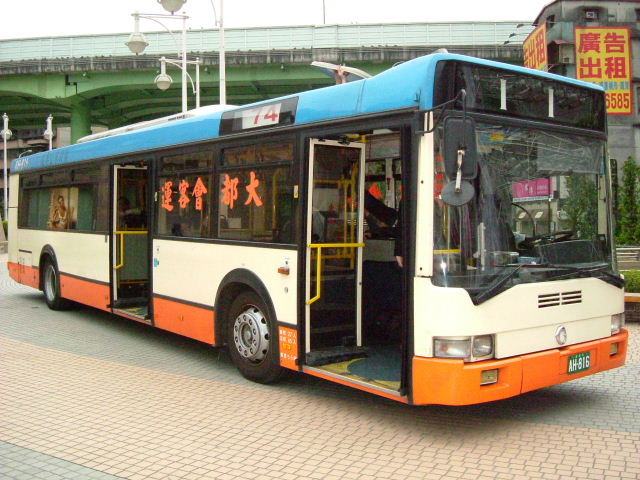
大都會客運的Irisbus低底盤公車

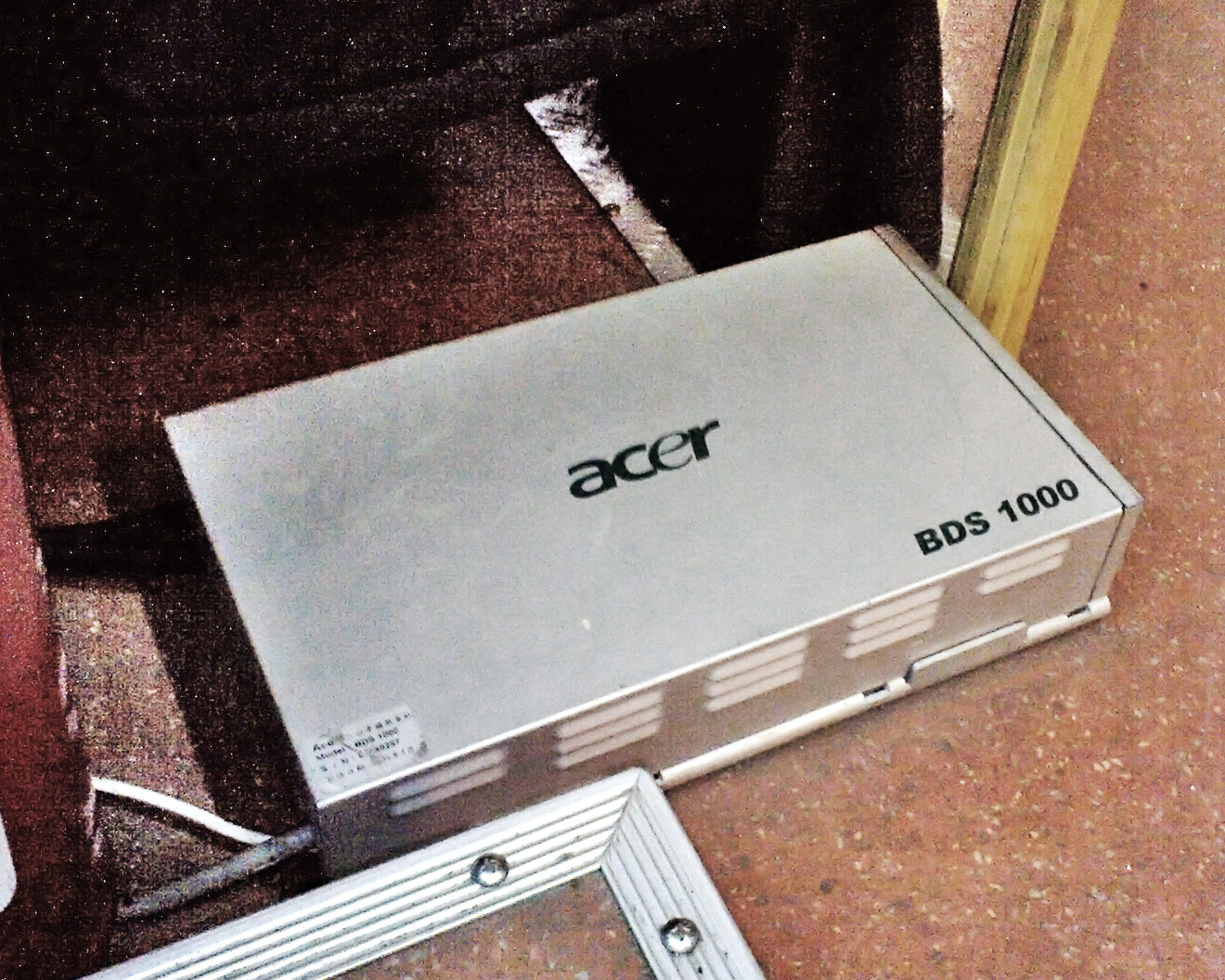
曾安裝於公車上的acer「DBS 1000」電視盒（因合約到期，已經移除）

臺北市市區公車由15家汽車客運業者營運，其中14家業者為臺北市公車聯營管理委員會會員，另有1家業者退出：
- 參加聯營的臺北市市區公車客運業者
  - 中興大業巴士集團
    - 中興巴士、光華巴士、新北客運、淡水客運、指南客運

  - 臺北首都客運集團
    - 首都客運、臺北客運、大都會客運、三重客運

  - 行政院國軍退除役官兵輔導委員會
    - 大南汽車、欣欣客運

  - 其他客運業者
    - 大有巴士
    - 新店客運
    - 東南客運

- 已退出臺北市市區公車的前聯營客運業者
  - 福和客運（2008年10月，因628線停駛）

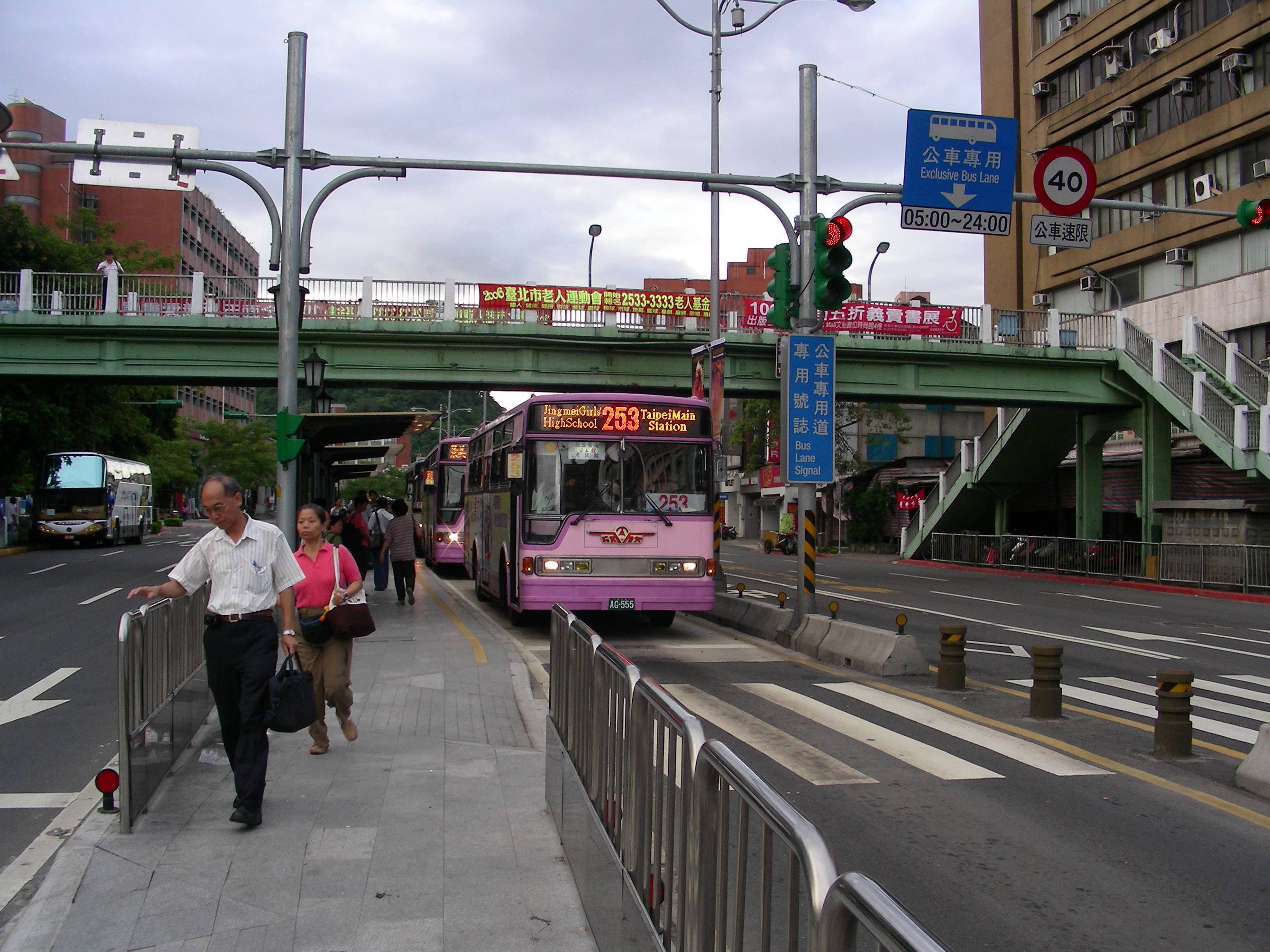
行駛於羅斯福路公車專用道的欣欣客運253線公車

- 未參加聯營的臺北市市區公車客運業者
  - 皇家客運

### 臺北市公車聯營管理委員會
參與聯營的各公車業者以契約方式，共同組成「臺北市公車聯營管理委員會」（簡稱「聯管委員會」，2003年以前為「臺北市公民營公車聯營管理委員會」）作為決策單位，並在聯管委員會之下設置「臺北市公車聯營管理中心」（簡稱「聯管中心」，2003年以前為「臺北市公民營公車聯營管理中心」）作為業務執行單位。營運上，除了由聯管中心統一設置旗桿式站牌，及在相關的候車設施內張貼路線與站名資訊等之外，各業者的公司組織、資產（包括營運車輛）和法律上權利義務關係部分，大致上仍各自保持獨立。財務上，則採用營業收入統一，統籌分配後由各業者依本身需求自行支出的方式處理。
此外，臺北市公共運輸處每年都會針對聯營公車業者進行兩次營運服務指標評鑑，並以業者評等作為大眾運輸補貼、新路線申請…等事項的參考依據（新北客運、淡水客運及已退出的福和客運等路線較少的業者只參與評鑑，但不列入評等）。

## 歷史
1976年（民國65年）之前，臺北市市區公車業者有市營的臺北市公共汽車管理處（其歷史可追溯自日治時代的「台北市營巴士（台北市營乘合自動車）」，今大都會客運），以及1969年（民國58年）臺北市市區公車開放民營後加入營運的欣欣客運、大有巴士、大南汽車、光華巴士等五家公/民營汽車客運業者。各業者獨自發售的票證種類過於複雜，且無法通用（當時乘車皆需使用紙製票證，造成乘客換乘不同業者路線時的不便），彼此之間的單程票價也不一致。除此之外，各業者的既有路線在缺乏整體規劃下，也出現許多個別區域服務上重疊或不足的情形。

### 聯營體系的形成與變遷
為了提升營運效率，「臺北市公民營公車聯營籌備委員會」於1976年（民國65年）成立，針對公車路線與號碼、票證與票價進行整合，並決定設置管理聯營事務的統一組織。1976年(民國65年)11月27日，臺北市公民營公車聯營委員會表示，經過聯營審查小組核定後，聯營區域為全臺北市及鄰近今新北市12區（永和、中和、板橋、新莊、三重、泰山、五股、蘆洲、淡水、汐止、深坑、新店），聯營路線將以不超過兩段收票為原則，並歡迎行駛汐止的基隆客運與在淡水營運的淡水汽車運輸合作社（今淡水客運）參加聯營。
1977年（民國66年）1月1日，聯營201、202路率先通車。1977年(民國66年)4月30日，第一階段的聯營公車路線開始營運，總共有33條路線。之後同年內又分三個階段，開放50條、31條、16條聯營公車路線。當時參與的業者除了臺北市公共汽車管理處與前述四家民營業者外，還有另外五家經營借道行駛臺北市區的長途客運民營業者—中興巴士、指南客運、臺北客運、三重客運、三重市公車（今首都客運）。
聯營體系建立以後，許多原本由臺灣省公路局管轄的公路客運路線，以重新編碼或區段聯營方式（部分路段領有許可證，部分路段憑聯營契約行駛）加入聯營體系。除了相關業者隨之參與聯營外，聯營公車路線於臺北縣（今新北市）境內的涵蓋範圍也逐漸擴展。
在1990年代初期，聯營體系包含了以臺北市政府交通局為監理機關的臺北市區公車，以臺北縣政府（建設局承辦，時為府內單位，尚未獨立為機關）為監理機關的板橋市區公車（如231、234）、三重市區公車（如39、235）；以臺灣省公路局為監理機關的公路客運參加聯營的路線（如233、245）。由於事權未能統一，經各機關協調後，以臺北市政府交通局為主辦機關，統籌辦理相關案件。
1990年代中期，聯營公車實施省、縣、市聯席審議制度，臺北市政府交通局成為所有聯營路線的主管機關，而原以公路客運參加聯營公車之路線，在許可期限屆滿後，不再續發營運路線許可證，改以市區公車形態繼續經營，相關業者也陸續增加市區汽車客運業的營業項目，並加入臺北市的公車公會。
但由於過去聯營公車完全以臺北市政府交通局為主管機關，對於新北市境內的運輸需求，以及行經路線、停靠站等細部規劃或變更較難調查詳盡，因此1999年12月臺北縣政府交通局（府內局，升格準直轄市後始為機關）成立後，經雙方協調，境內里程佔多數的新設路線即由該局管轄（原有路線里程佔多數者，則在新北市成立後陸續移撥），為今日的「新北市市區公車」路線。

#### 站牌的變遷
- 人工書寫

早期形狀分多種，有圓形（臺北市公車處）、方形（光華巴士）及梅花形（指南客運）。聯營後則統一為圓形，底色為粉紅色。所列資訊由上而下依序為：路線編號（紅字，左右各有黑色「聯」、「營」二字）、站名（紅色）、行經站名列表及頭末班車、發車間距等。
- 印刷黏貼

將站名資料製成透明或非透明貼紙，黏貼於壓克力板或塑膠板上。可分為以下幾時期：
1. 第一期：杆子上裝置一深褐色長方形壓克力座，上以白色字貼上站名。旁側安裝四片壓克力長形板，其中三片黏貼已經製作好的路線資料，包括：路線編號、行經站名列表。另一片則設置廣告。開始時間大約為70年代前期。
2. 第二期：
3. 第三期：

- #第三期

1. 第三期
File:1983年亟待整修的臺北市公車站牌.jpg第一批塑膠站牌，分成四片，其中一片用來貼廣告
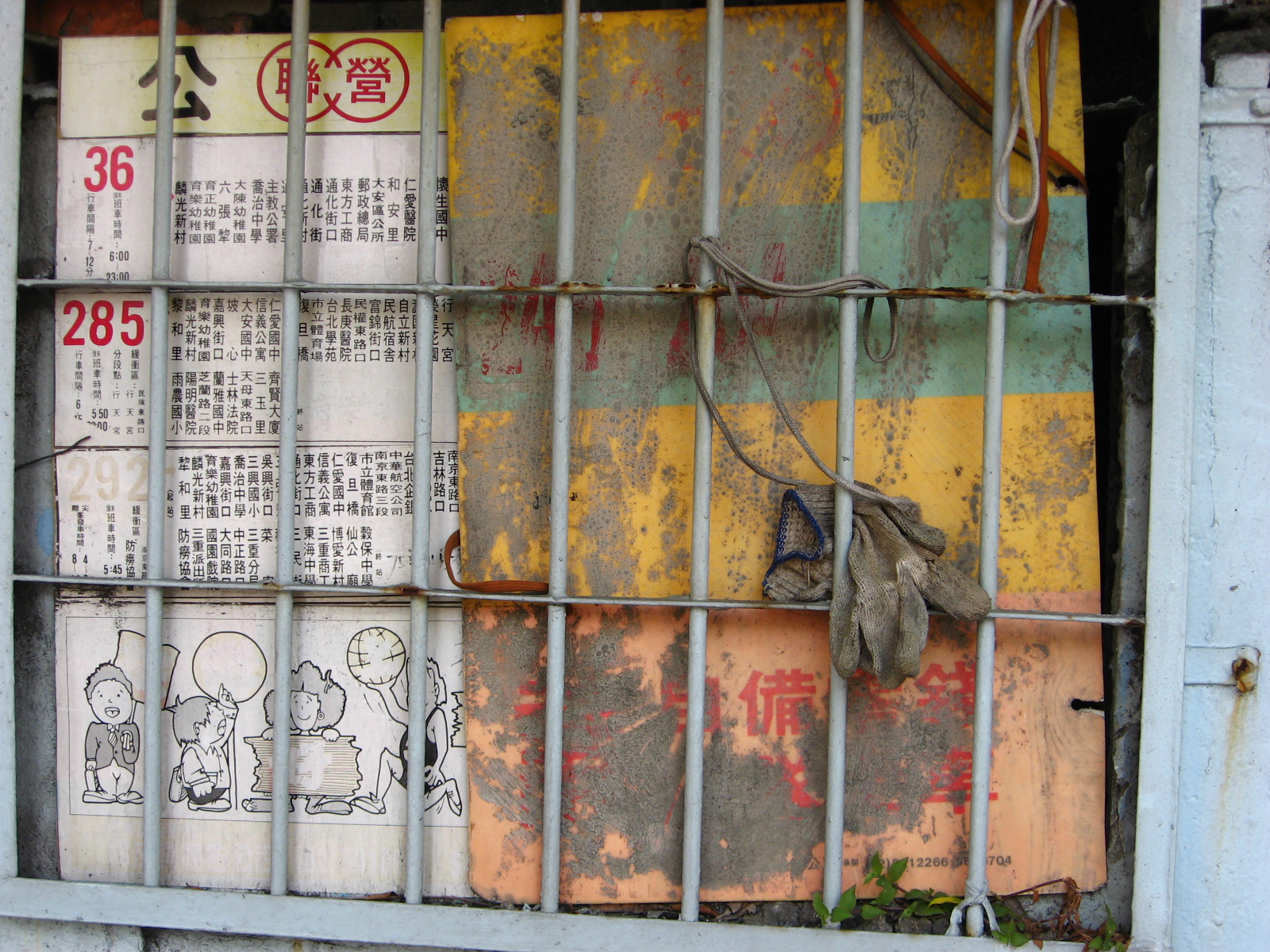
File:Bus_stop_plate_Taipei.jpg第二批塑膠站牌
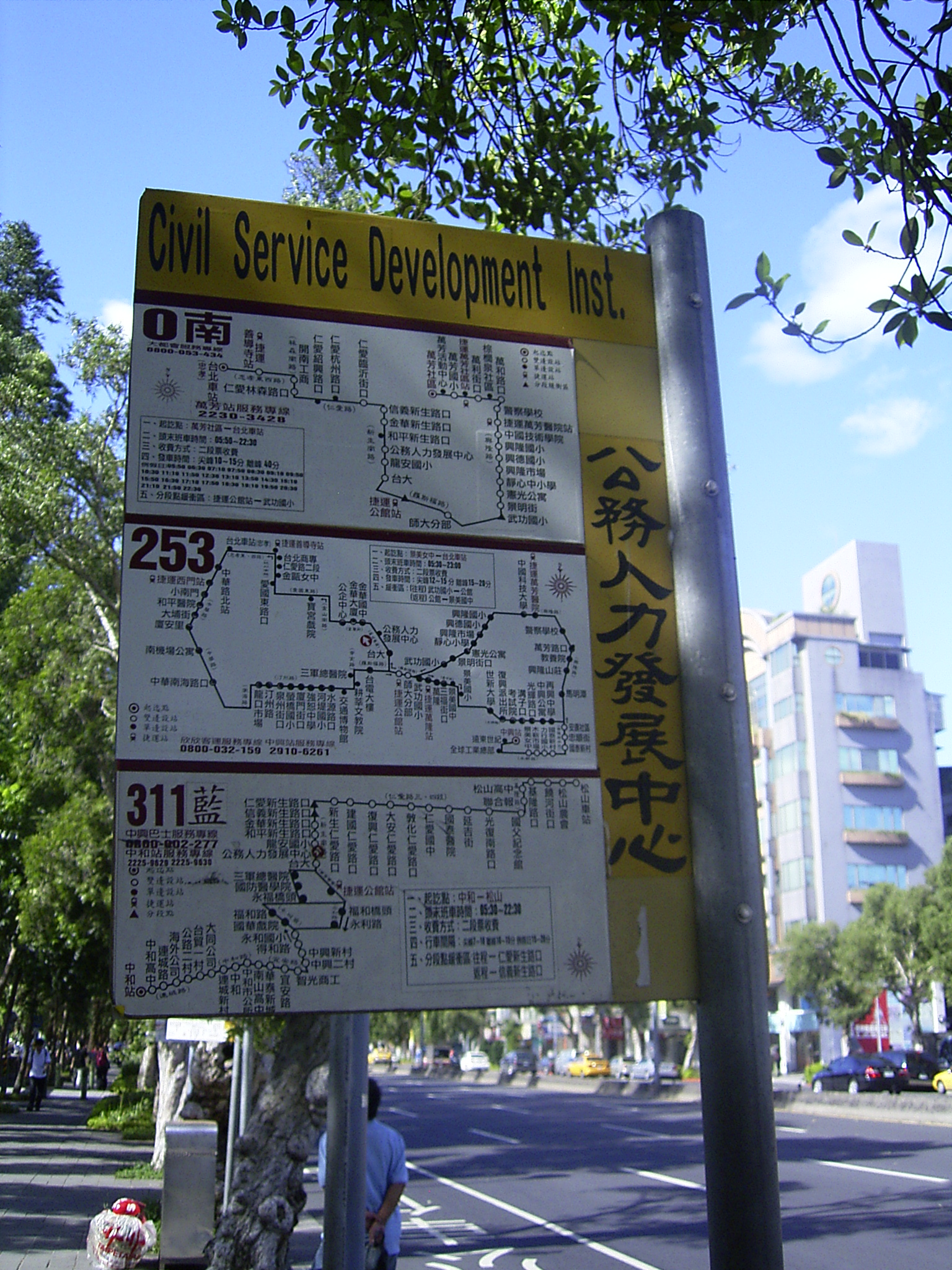
File:Civil_Service_Development_Inst._stop_board_20060729.jpg第三批臺北聯營公車站牌，黃底
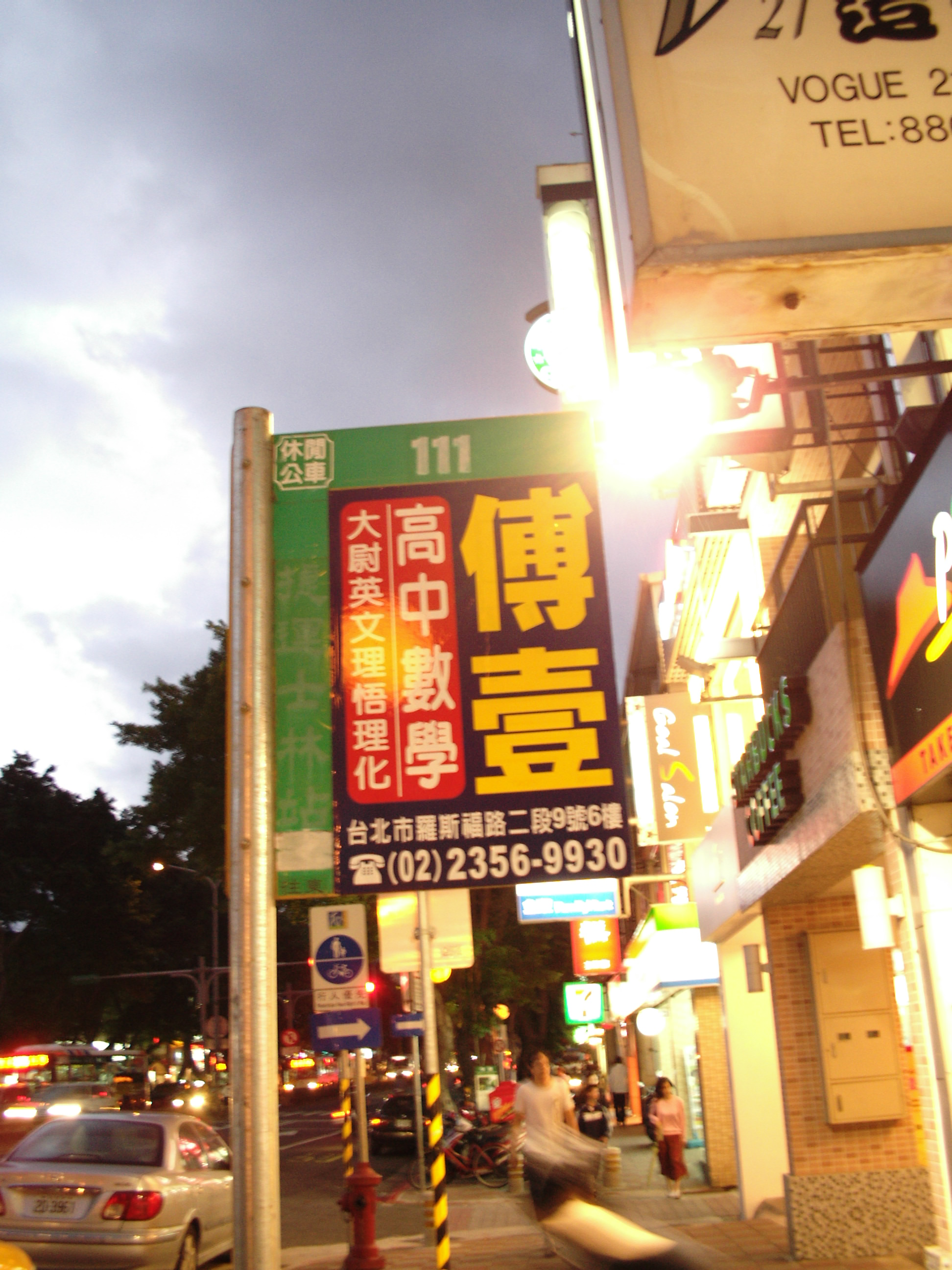
File:MRT_Shilin_Station_stop_board,_Taipei_Leisure_Bus_20081014.jpg休閒公車站牌，綠底
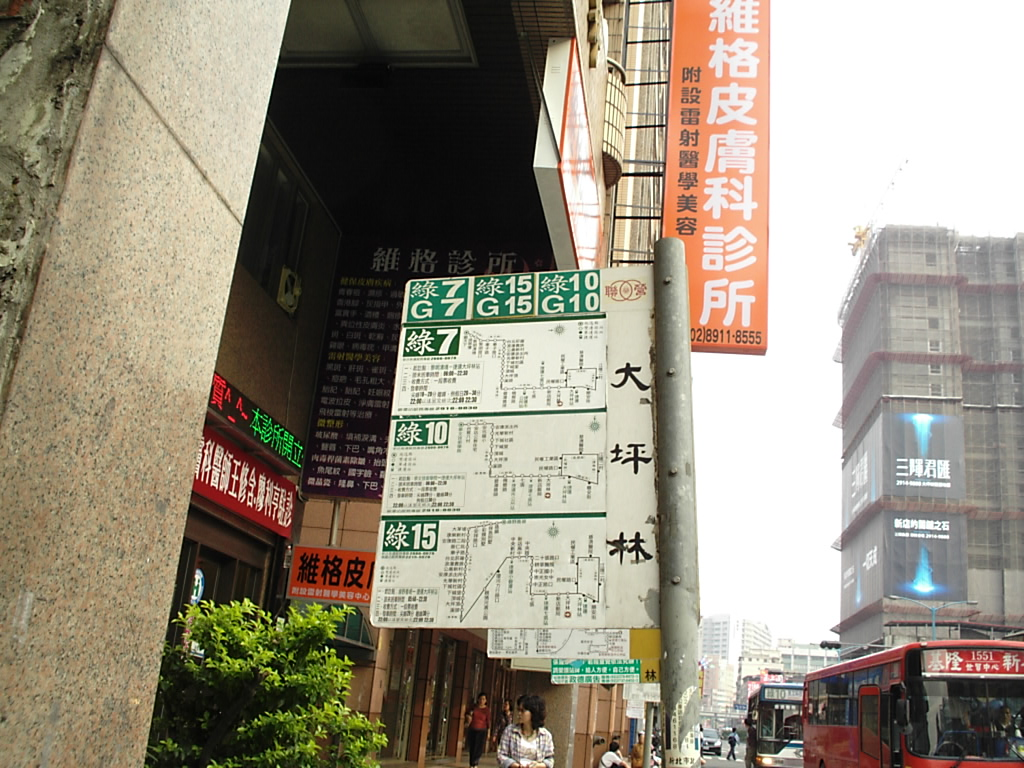
File:ACOIMG_0026.JPG捷運接駁公車站牌，白底
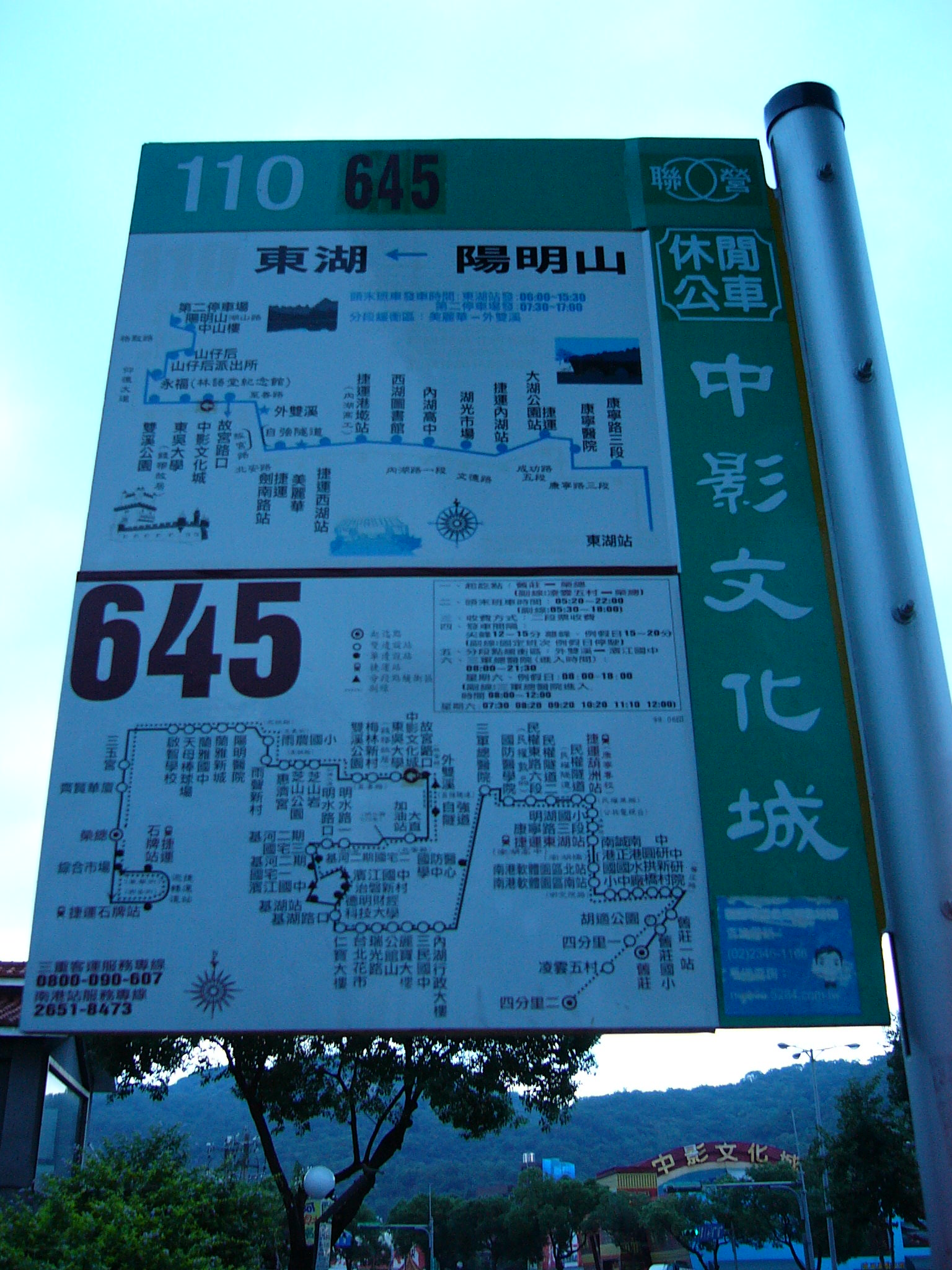
File:Chinese_Culture_and_Movie_Center_stop_board,_Taipei_Leisure_Bus_20100912.jpg休閒公車站牌有時會混貼一般路線的資訊圖
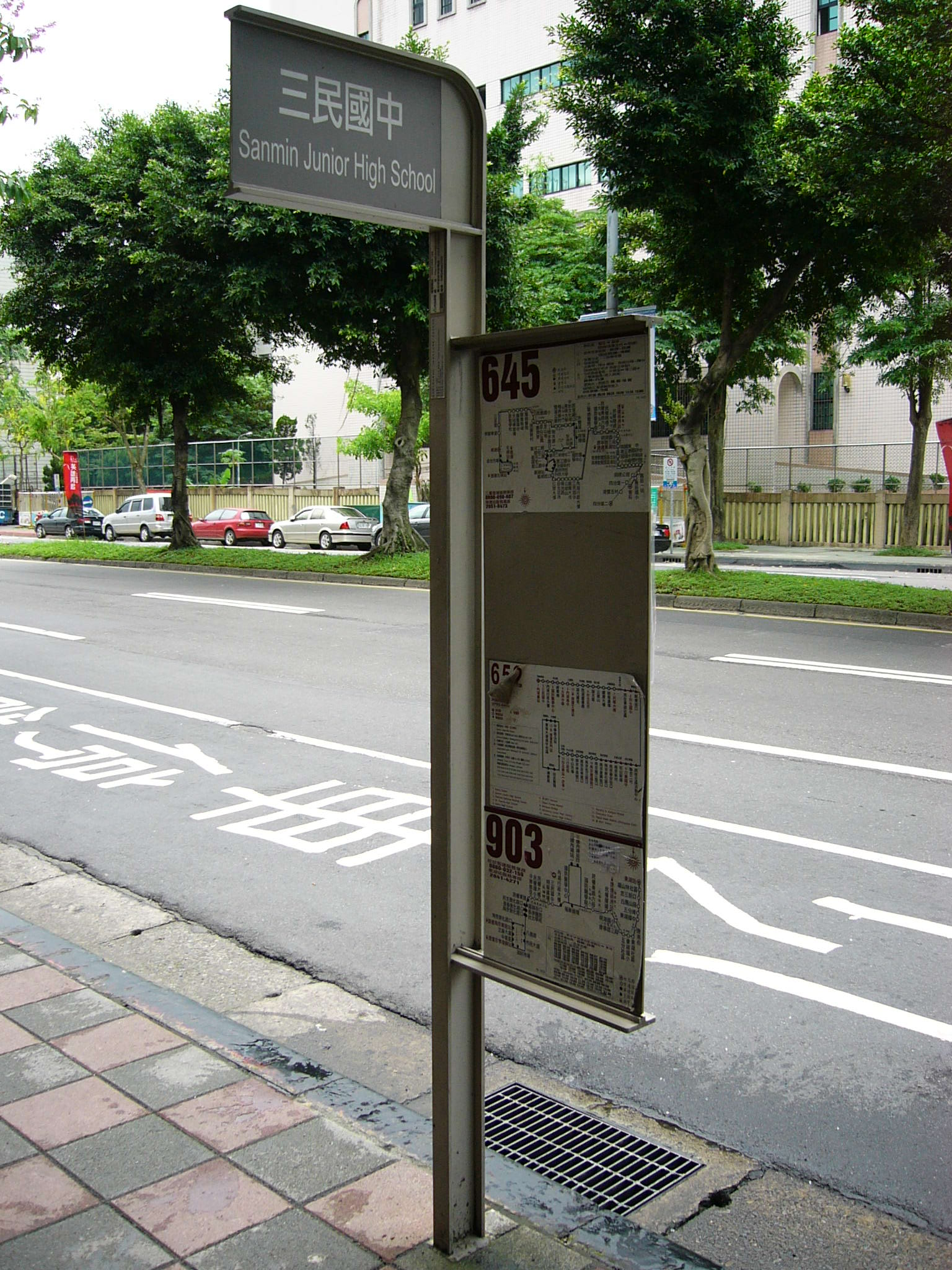
File:Sanmin_Junior_High_School_bus_stop_20100623.jpg約於2008年（民國97年）～2009年（民國98年）間出現於臺北市立三民國民中學旁的臺北聯營公車「三民國中」站街道家具立桿式站牌
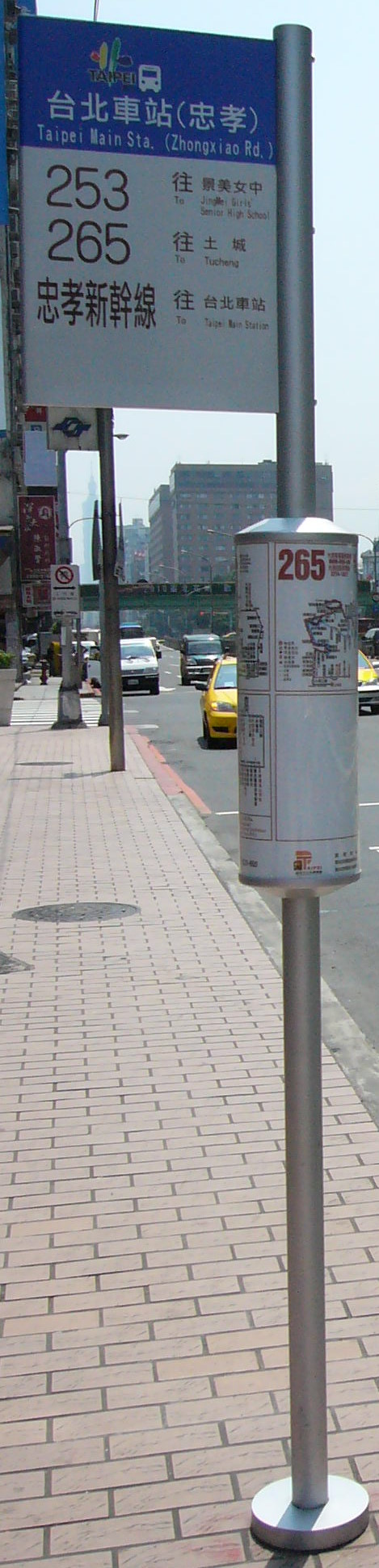
File:Taipei_Main_Sta._(Zhongxiao_Rd.)_stop_board_20100426.jpg2010年上半年出現於臺北市忠孝西路的臺北聯營公車2010年（民國99年）新式站牌，中端圓筒是可轉動的路線圖
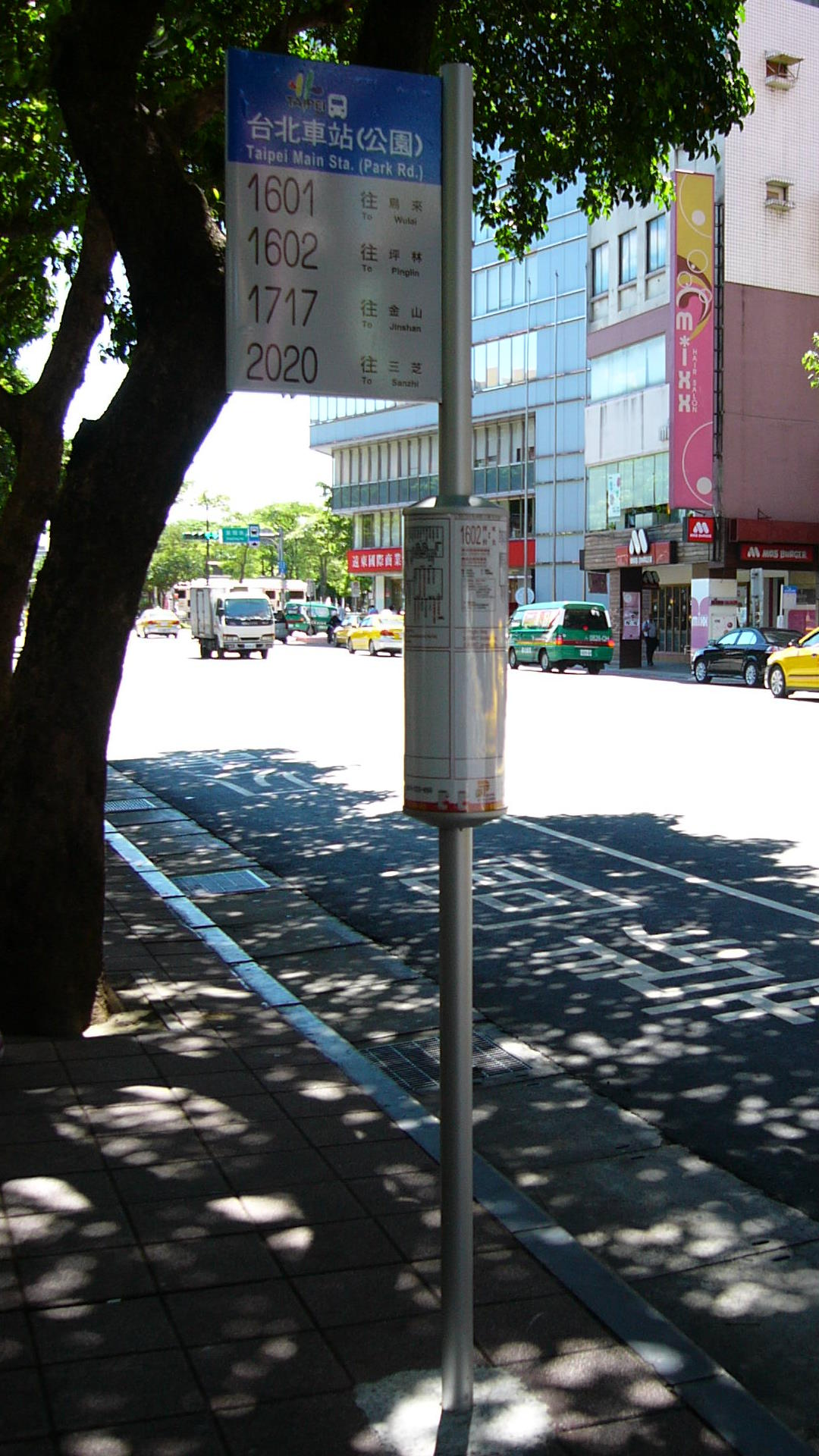
File:Taipei_Main_Station_(Park_Road)_bus_stop_board_2010-09.jpg臺北聯營公車2010年（民國99年）新式站牌也用於整合各個公路客運路線站牌
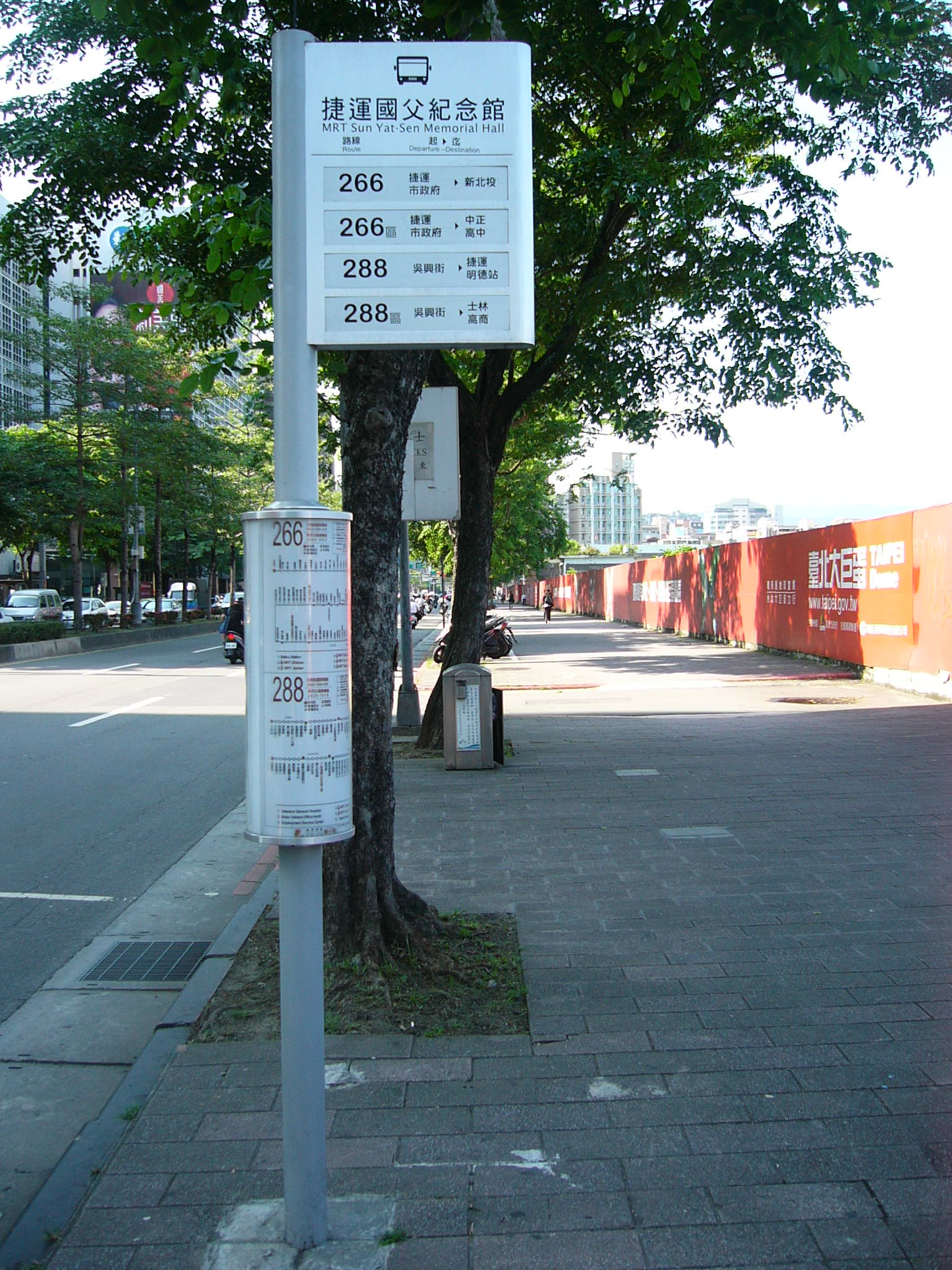
File:Intelligent_bus_stop_of_MRT_Sun_Yat-Sen_Memorial_Hall_(1).jpg位於臺北市大安區光復南路的臺北聯營公車「捷運國父紀念館站」智慧型站牌，中端圓筒是可轉動的路線圖
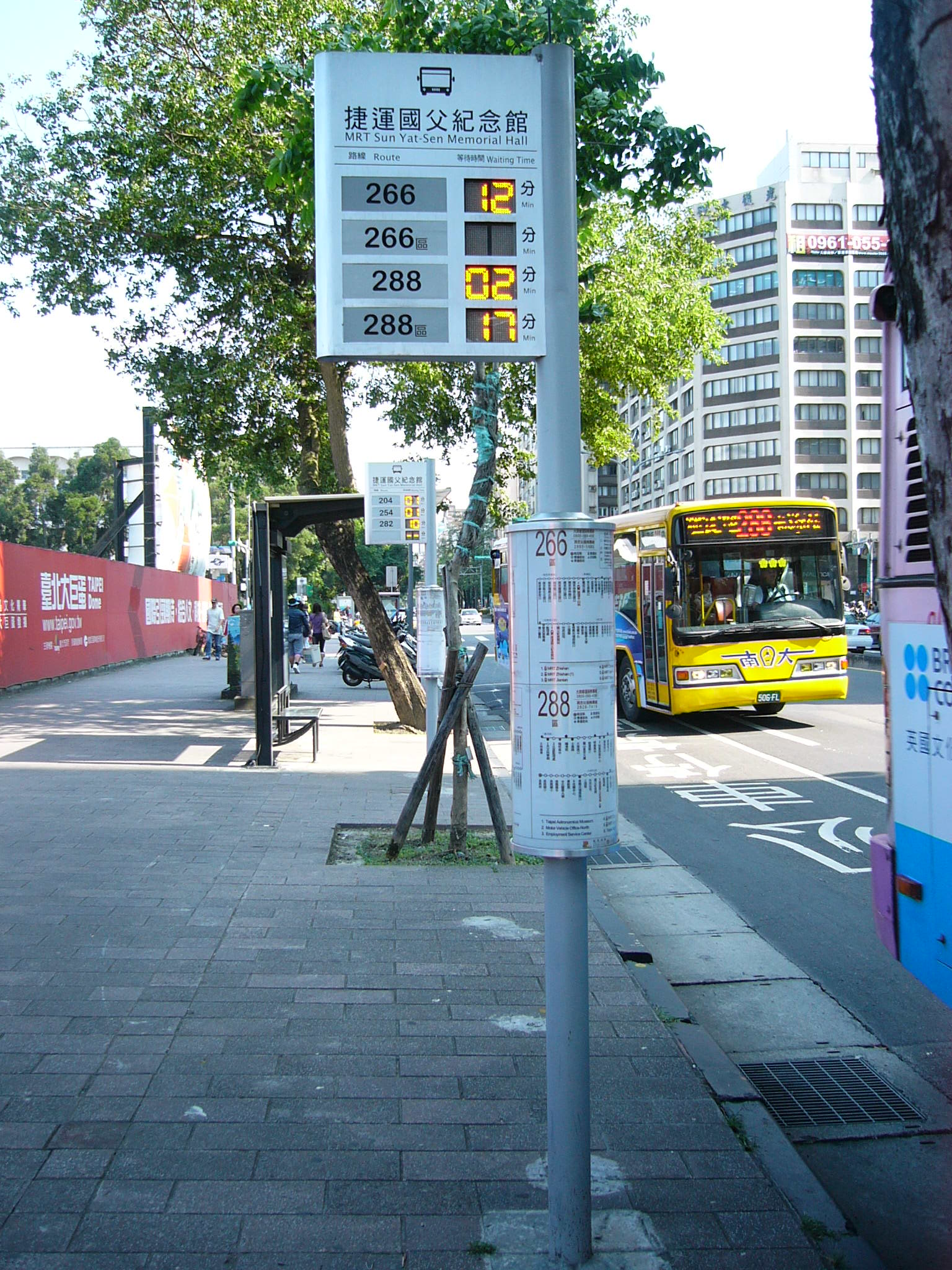
File:MRT_Sun_Yat-Sen_Memorial_Hall_bus_stop_&_506-FL_20100607.jpg位於臺北市大安區光復南路的臺北聯營公車「捷運國父紀念館站」智慧型站牌（附等待時間顯示器），中端圓筒是可轉動的路線圖
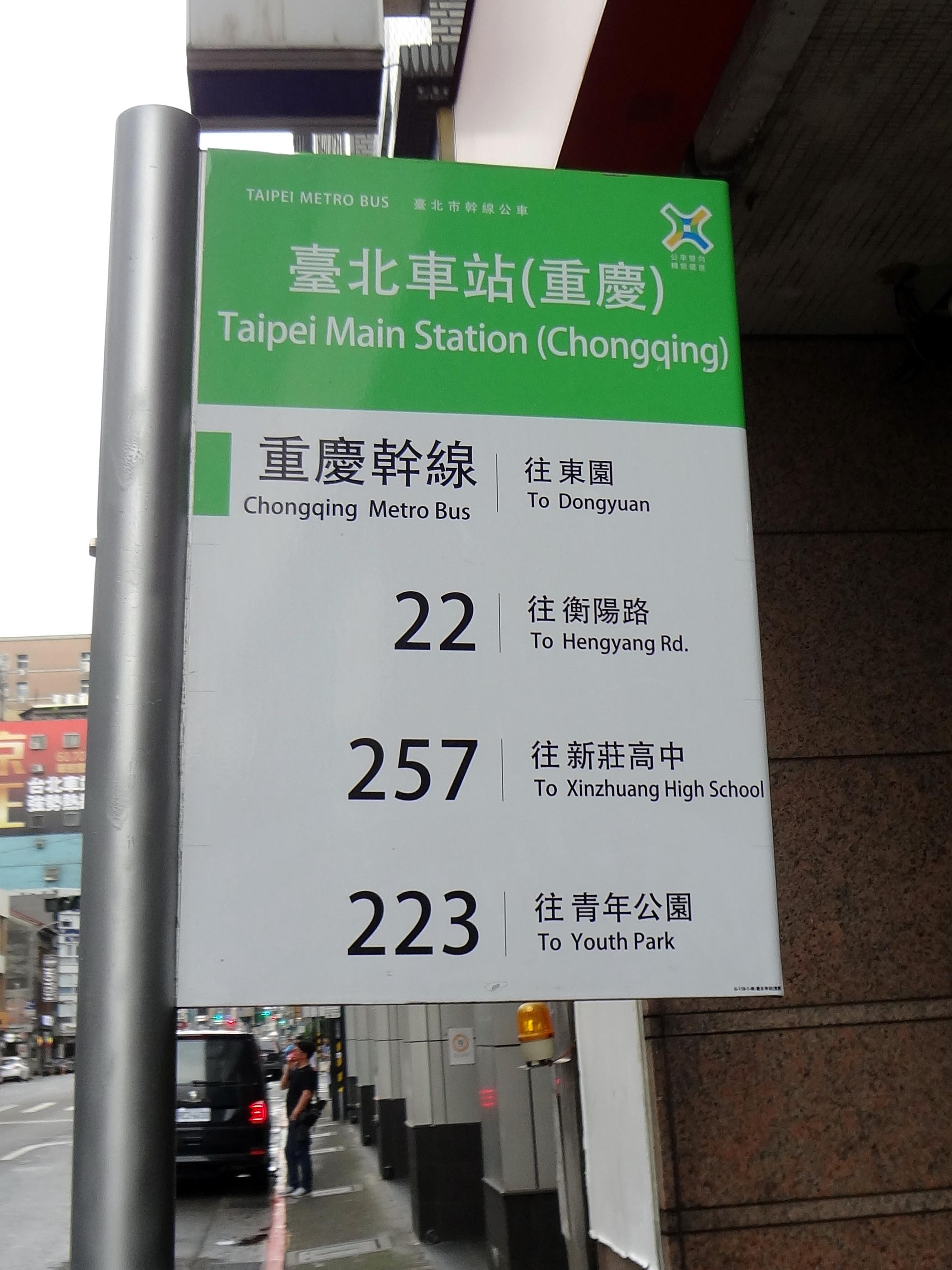
File:Taipei_Main_Station_(Chongqing)_stop_board,_Taipei_Metro_Bus_20180929.jpg位於臺北市中正區重慶南路一段的臺北市幹線公車「臺北車站（重慶）」站牌
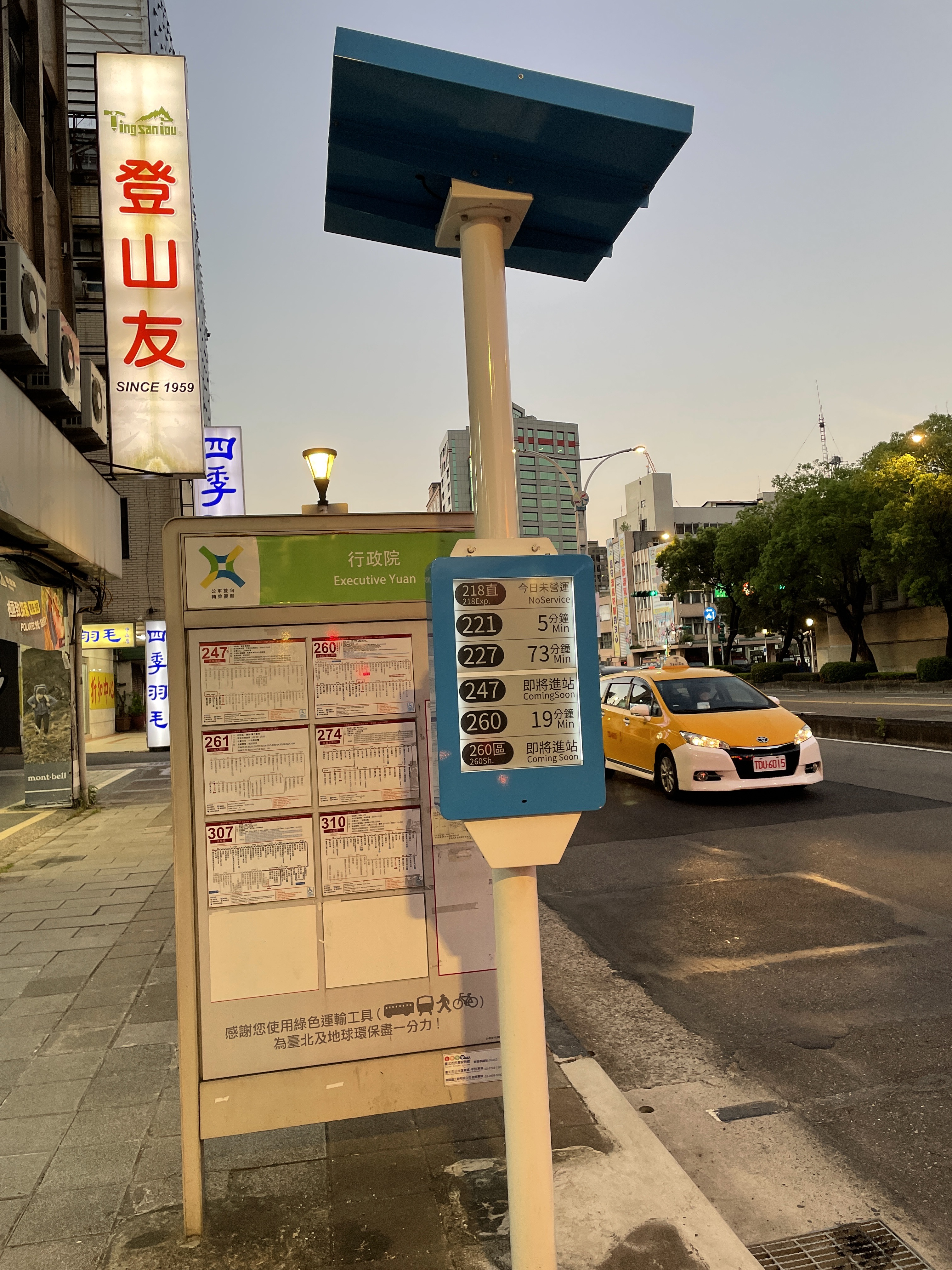
File:Executive_Yuan_bus_schecule_display_on_Zhongshan_North_Road_at_night.jpg位於臺北市中山北路的“行政院站”，最新太陽能電池提供電力的電子紙行車時刻表（攝於2022年7月）
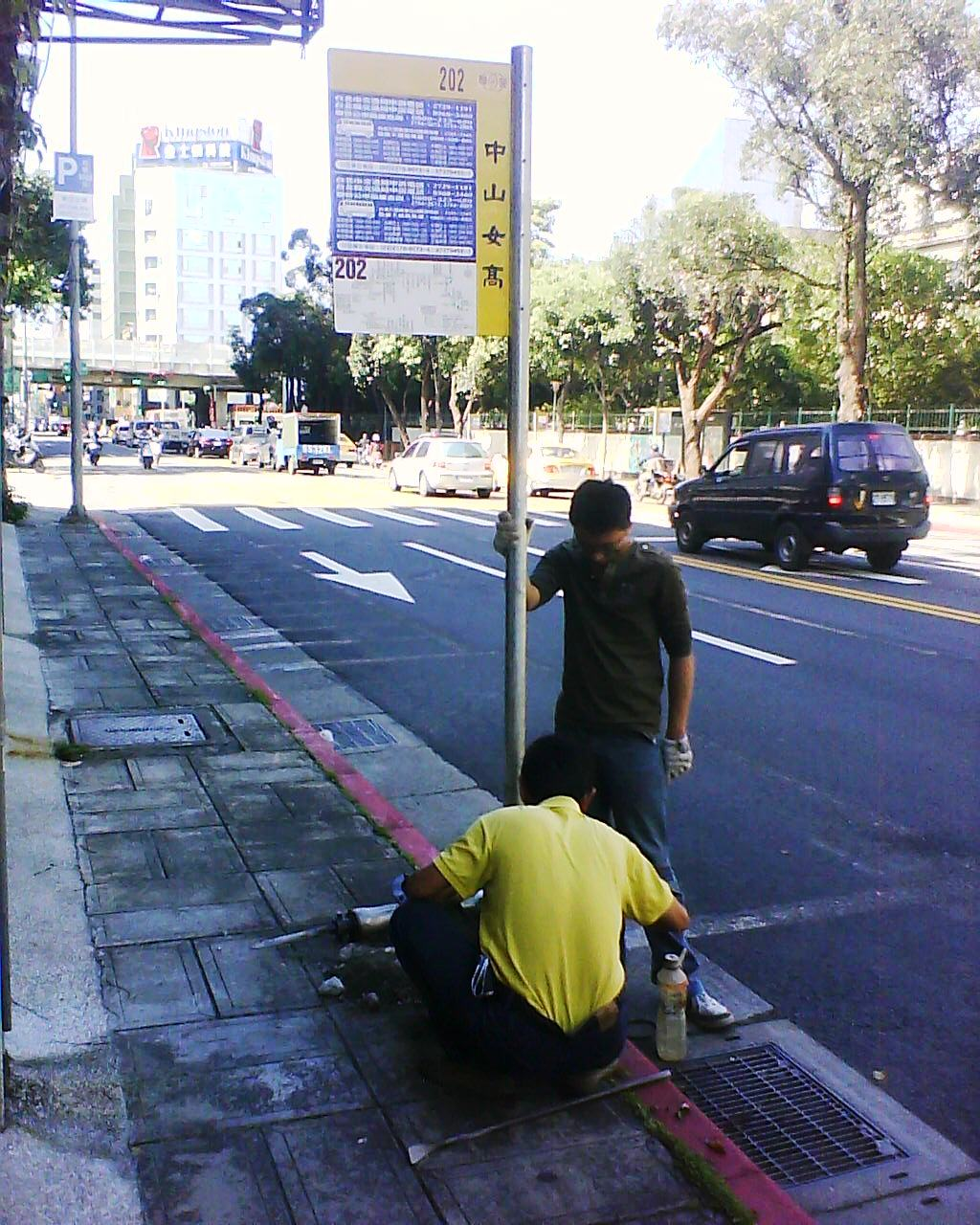
File:Taipei_202_Bus_stop.jpg臺北市公民營公車站牌工程隊
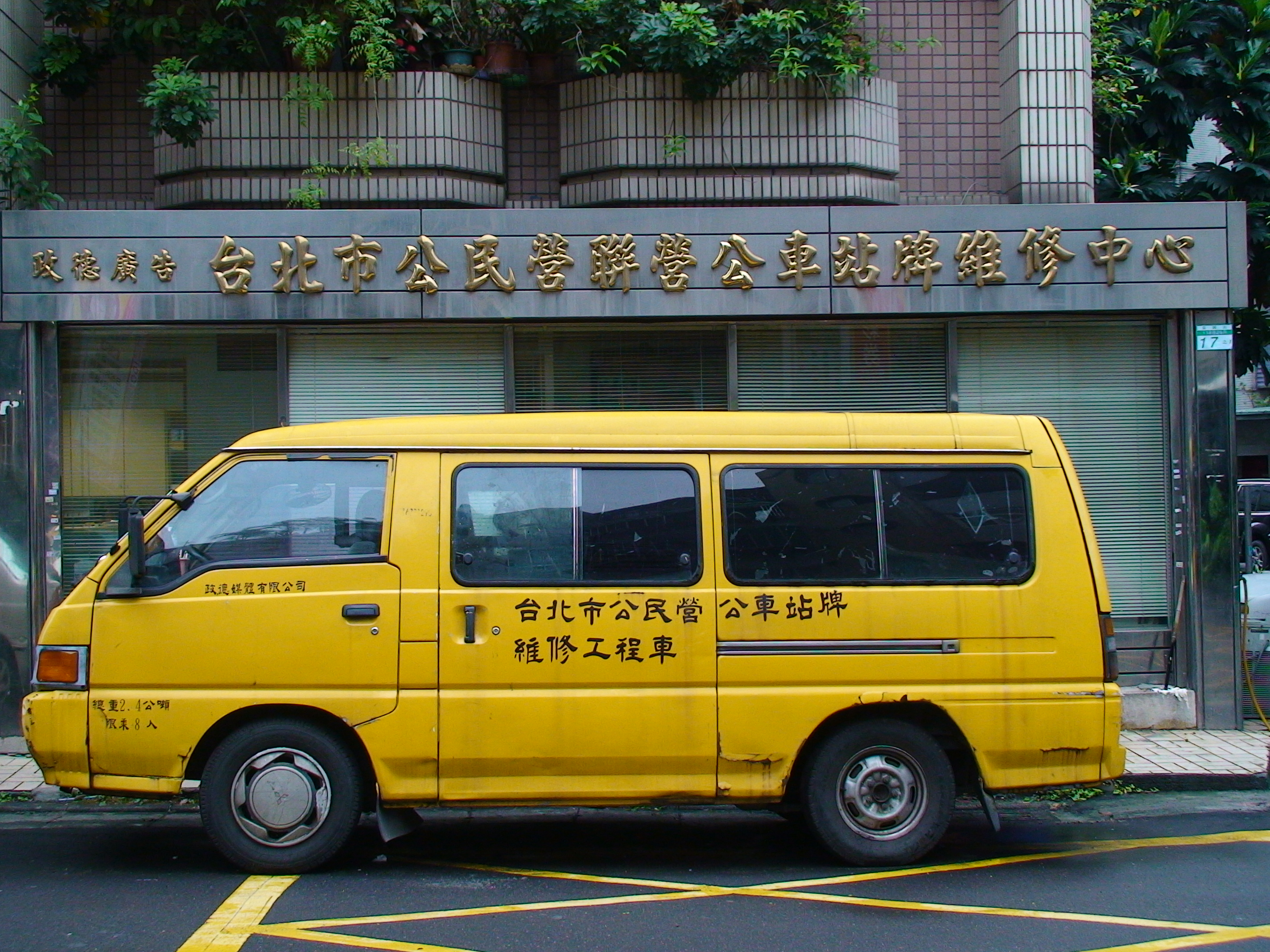
File:政德媒體有限公司.JPG臺北市公民營公車站牌維修中心

#### 票證的變遷
原本各公車業者皆自行發售種類各異、只適用於自家路線的紙票，甚至同一業者的不同路線也有不同的車票。實施聯營制度後，為求能夠「一票通用」，因此改由聯管中心統一發行車票，票種分為普通票、軍警孩童票、學生票，有單次的紙票和多次的回數票卡（單次紙票很早取消），這些票種都只適用於普通車。中型冷氣公車及自強公車（大型冷氣公車）票價高於普通車，必須購買專用的乘車硬票，硬票淘汰後改為一律投現。後來自強公車成為主流，普通車日漸稀少，回數票卡無用武之地，最後只在294、295等線的普通車上使用，於1994年（民國83年）左右隨著普通車的消失而廢止，只剩下自強公車全面採取上／下車投現收費。普通小型公車原本也有獨立的票價，起初使用單次紙票。後來小型公車全面改為冷氣車，適用自強公車票價，一律投現。

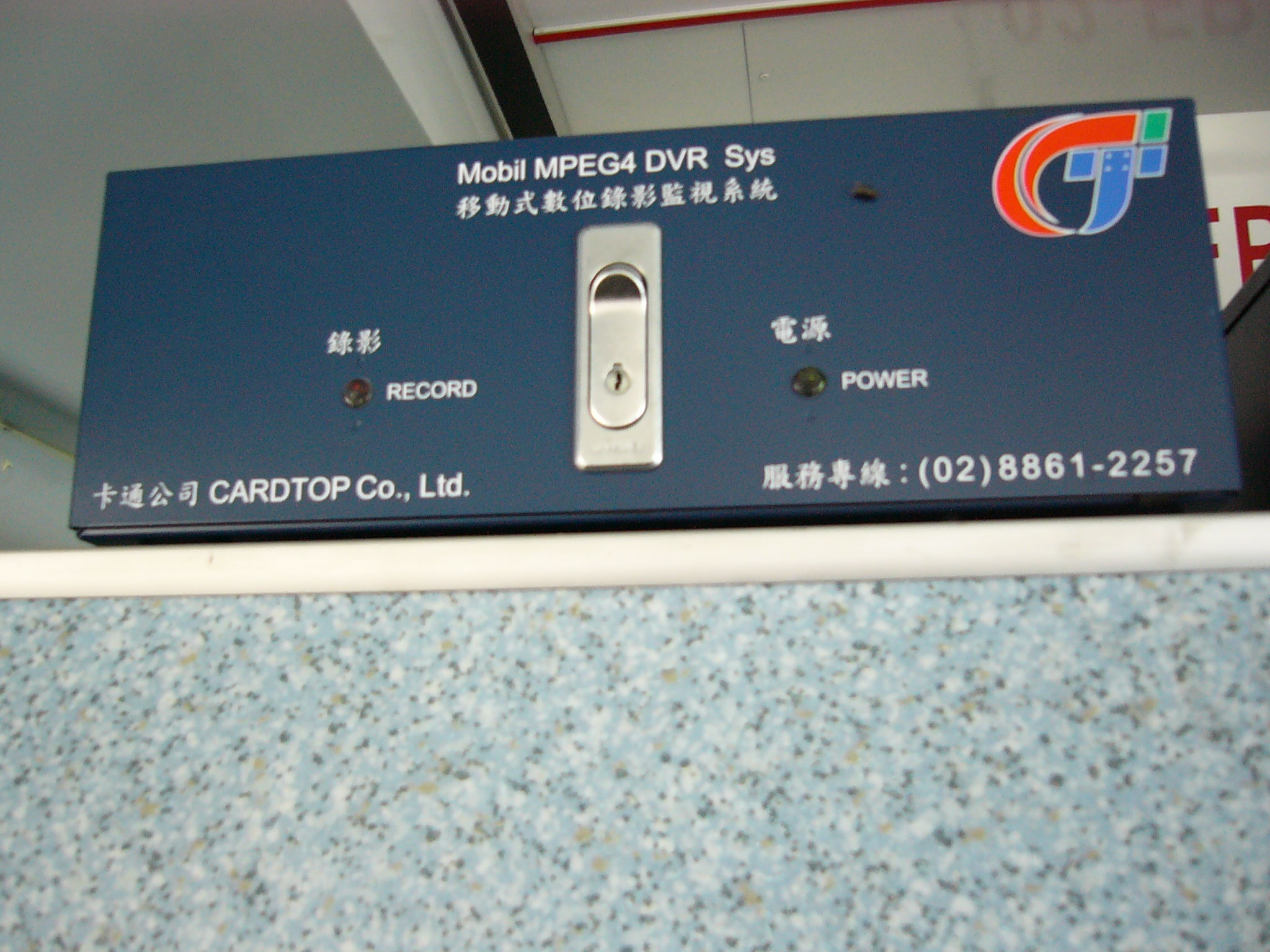
卡通公司的產品——移動式數位錄影監視系統

隨後，部分民營業者與官方單位分別進行磁卡儲值票收費的相關規劃，民營業者甚至先行試辦儲值票收費。1995年（民國84年）10月25日，自強公車儲值票正式上路（曾計畫廢止投現收費，後來仍決定儲值票與投現收費並行），寶錄電子製造讀票機，卡通公司（Cardtop Co., Ltd.）製卡，有新臺幣300元與新臺幣500元兩種面額。1997年（民國86年）10月31日，聯管中心發行高額全票儲值票，面額為新臺幣900元，售價為新臺幣855元，販售通路僅限全家便利商店、萊爾富便利商店與頂好。
由於公車儲值票未能與臺北捷運的磁卡儲值票相互整合，再加上磁卡的資料處理效率較差、讀取失敗率高，隨著RFID技術的進步，公車、捷運共通使用的IC智慧卡「悠遊卡」於2002年（民國91年）上線後，公車儲值票逐漸被取代，最終於2003年（民國92年）10月8日全面停用。
目前可使用的電子票證為悠遊卡及一卡通，2023年7月1日起TPASS行政院通勤月票北北基桃都會通專用票卡加入使用。
雙北公車自108年開始實施上下車刷卡，分二階段實施，第一階段從108年7月1日起，雙北公車改為上下車刷卡，下車未刷卡不會鎖卡，亦不會影響轉乘優惠。第二階段自109年2月1日起，下車未刷卡亦不會鎖卡，惟將無法享有後續一次公車、捷運、Youbike轉乘優惠。

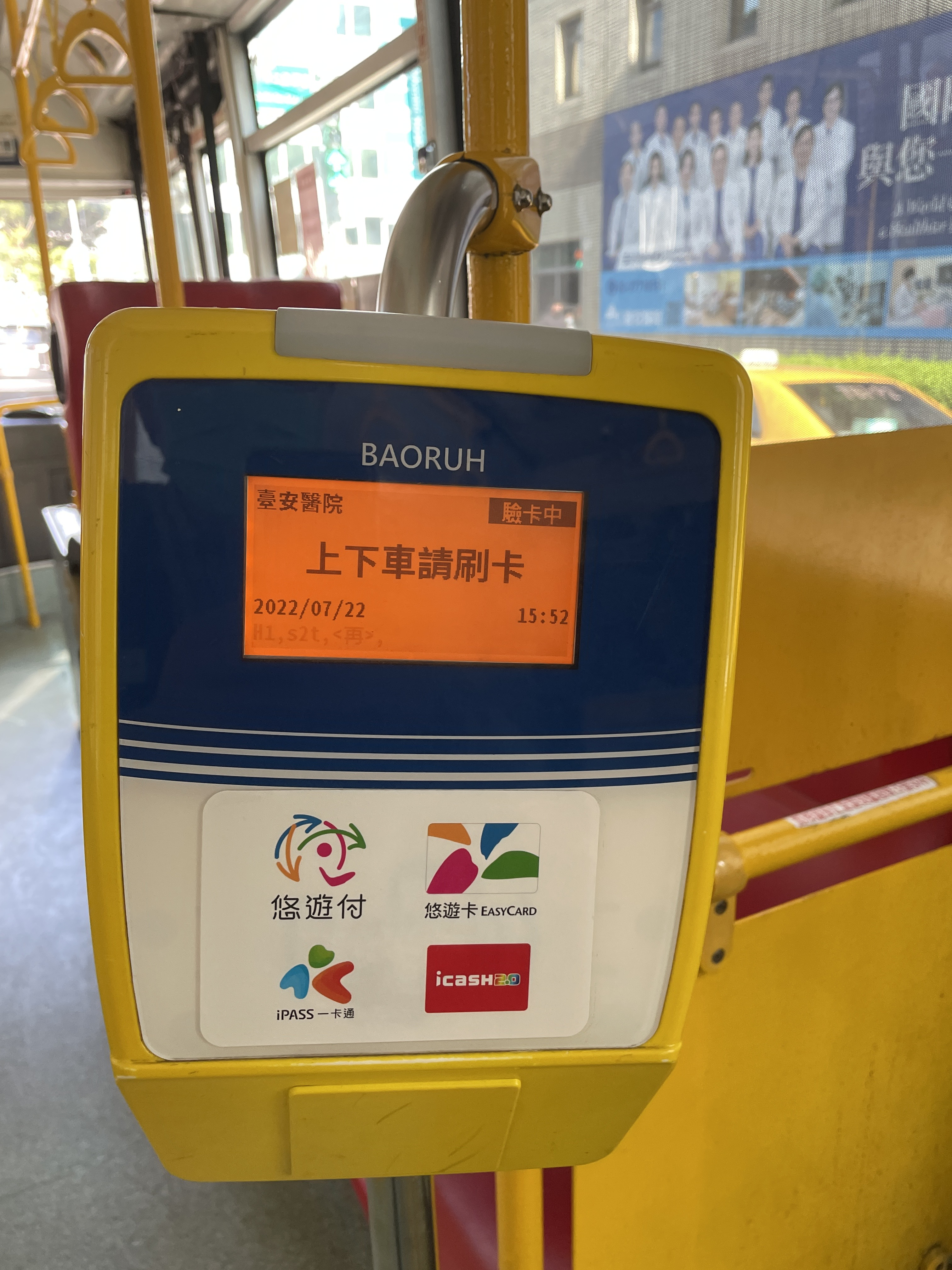
202路公車上，後門部分的非接觸式票卡讀卡機（民国111（2022）年7月）。

## 現行收費制度

### 收費方式
目前臺北市市區公車的收費方式以電子票證收費與投現收費為主，並得持Taipei Pass臺北觀光護照搭乘聯營路線；雙層觀光巴士接受現金、信用卡、悠遊卡、一卡通、微信支付及支付寶。其中投現收費部分不找零，因此須於乘車前自備足額零錢。車費除1717線採里程計費，雙層觀光巴士發售4小時票、日間票、夜間票、單日票、兩日票外，其餘以分段收費方式計算，所有路線分別歸類為一段票、兩段票、三段票或四段票路線。
臺北市公共運輸處表示，2019年7月1日起，雙北的公車上下車都要刷卡，實施初期為鼓勵民眾，只要完成一次上下車皆刷卡就可參加抽獎，完成次數越多中獎機率越高；第二階段從2020年2月1日開始，若未完成上下車刷卡，將無法享有轉乘捷運、公車、YouBike優惠，但不會鎖卡。
扣款方式依照下車站自動辨識搭乘段數來扣款，上車刷卡時會顯示票卡餘額及扣新臺幣15元，下車刷卡則分別依同段、二段、三段而顯示「扣新臺幣0元」、「扣新臺幣15元」、「扣新臺幣30元」等。
上下車刷卡並不會多扣款，敬老卡同樣維持一次扣8點，也不影響定期票，刷卡時只會顯示有效期限。須注意票卡餘額要新臺幣15元以上，以免餘額不足影響後續轉乘優惠。

#### 分段收費
- 一段票路線：從路線上任何一站乘車，至任何一站下車，車費皆以一段票（單段票價）計算。
- 兩段票、三段票路線：以路線上其中一站或兩站作為分段點，或以路線上其中一站至另一站間的區段作為分段緩衝區。收費規則的簡易範例如後：
  - A區 - B區 - C區（B區為分段點或分段緩衝區）→同一區內乘車、從A區乘車至B區或從B區乘車至C區皆為一段票；從A區乘車至C區則為兩段票（單段票價×2）。
  - A區 - B區 - C區 - D區 - E區（B區及D區為分段點或分段緩衝區）→同一區內乘車、從A區乘車至B區、從B～C區乘車至C～D區或從D區乘車至E區皆為一段票；從A區乘車至C～D區或從B～C區乘車至E區皆為兩段票；從A區乘車至E區則為三段票（單段票價×3）。

※但部分快速公車系列有不同的計費方式，一種是不論於沿線何處上下車，一律以二段票計收，如景美─榮總快速公車；另一種是緩衝區設於高速公路，等同越過高速公路即加收一段票，如949路。

#### 分段點、緩衝區
聯營公車是以臺北市及臺北縣（今新北市）鄰近鄉、鎮、市為行駛範圍，行駛舊市區的路線，大多為1段票收費；延長到新市區（1980年代以前對於士林、北投、內湖、南港、景美、木柵等區的稱呼）或臺北縣（今新北市）境的路線，則多為2段票或3段票收費，以分段點來劃分收費區段。分段點在公車聯營之初稱為「分段收票據點」，到了這一站，車掌小姐便會向乘客再收一張乘車票據。常見的分段點位於士林、大直、臺北橋、臺北車站、中華路南北站、萬華、果菜市場、公館、松山等，通常是重要的交通樞紐，或是臺北縣市交界的橋頭，這些地方往往成了轉車的最佳地點，也發展出熱鬧的市街。
不過，搭乘十幾站而未經過分段點的乘客只要付1段票，可是從分段點前上車而只搭乘2站卻得付2段票，所付的車資顯然與搭乘距離不成比例，因此有了緩衝區的設計。緩衝區在公車聯營之初即已出現，某些路線往、返程的分段收票據點，分設在前後兩站，以該兩站間為緩衝區，在緩衝區內上下車只收一張票，超過之後才多收一張票。後來許多原本設單一分段點的路線，也紛紛改以橋樑、隧道的前後一站（例如：自強隧道）為緩衝區，如此一來也增進轉車的方便。捷運分段通車之後，愈來愈多公車路線以捷運站作為緩衝區起點，使得緩衝區的設立愈來愈多，也愈來愈長。

### 票價
單段票價由臺北市政府交通局依費率公式計算、調整，經核定後提交臺北市議會同意（不過由於公車業者與交通局對於票價調整的著眼點有所不同，所以有時不免衍生爭議）。名義上雖為「單一票價」，但實際上仍施行差別票價規定（優惠票與全票間的差額由政府補貼）。現行單段票價為全票新臺幣15元，原訂2016月1月1日起台北市公車為新臺幣16元，但雙北市無共識，目前暫緩調漲；學生票新臺幣12元（僅限於使用學生悠遊卡、學生記名一卡通，若為投現則票價比照全票）；老人、身心障礙者與兒童 優待票新臺幣8元（老人、身心障礙者悠遊卡若有免費點數則扣8點）。

### 轉乘優惠
此外，使用悠遊卡、一卡通等電子票證者，可享有雙向轉乘限時（目前設定為一小時以內）優惠，包括雙北市市區公車與臺北捷運間雙向轉乘、雙北市市區公車與臺北市幹線公車、市民小巴、快速公車間雙向轉乘、臺北市各幹線公車間之雙向轉乘等，適用此優惠時的公車票價為，全票新臺幣7元；學生票新臺幣6元；兒童優待票新臺幣4元（敬老卡、愛心卡若有免費點數則扣4點，愛心陪伴卡則扣新臺幣4元）。不過，轉乘公車若需付兩段票或三段票以上車費，則只有第一段票的車費能以優惠票價計算。

### TPASS行政院通勤月票-北北基桃都會通
2023年7月1日北部四地區推出公共運輸月票–北北基桃都會通，以專用票卡、悠遊卡及一卡通為載具，在票卡有效期間（30日）內可不限次數搭乘基隆市公車、臺北市聯營公車、新北市公車、桃園市公車、臺北捷運、新北捷運、桃園捷運、北北基桃境內國道客運和台鐵，並可享雙北境內YouBike借車前30分鐘免費優惠及桃園境內YouBike借車前60分鐘免費優惠。票價為新臺幣1200元。

## 路線

### 路線編號方式

#### 路線號碼為一、二位數
- 0開頭：0、0東、0南、0西、0北過去皆為行經臺北車站的循環路線，依行駛方向不同分為左線和右線。目前僅剩不再具有循環路線型態的0東、0南；為了便於區別路線，也都已經取消左、右線之分。例如：已改號為652的0東右線；曾改號為653，最後仍停駛的0南左線。
- 其他個位數、兩位數路線號碼：早期以一段票收費的路線為主。這類號碼當中，有些是實施聯營制度前就已經存在的編碼，聯營制度實施後繼續沿用。例如：5、12、52路。然而2、5、14路現在為二段票收費。

#### 路線號碼為三位數

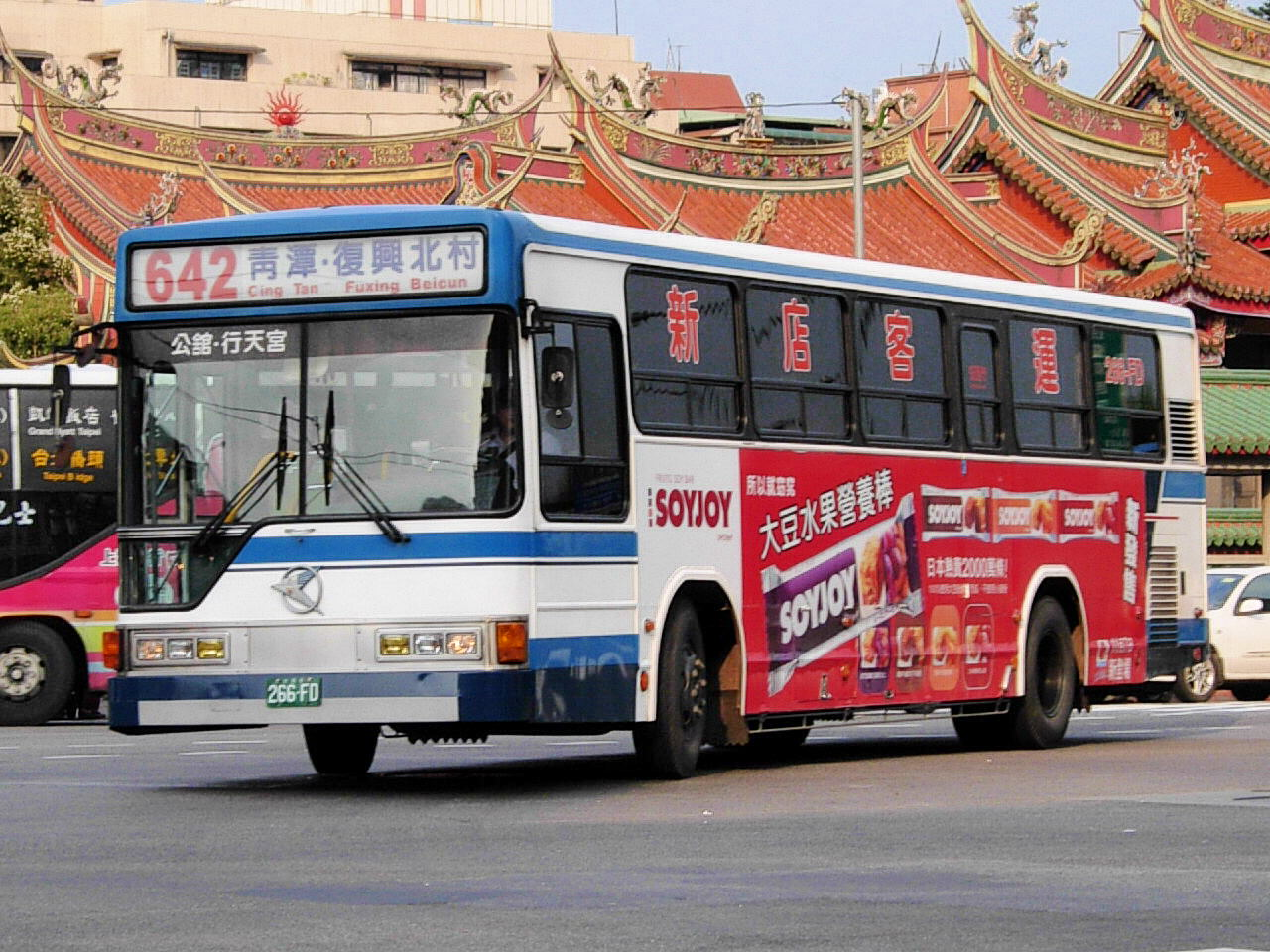
從民權東路左轉松江路的新店客運642線公車（今松江新生幹線前身）

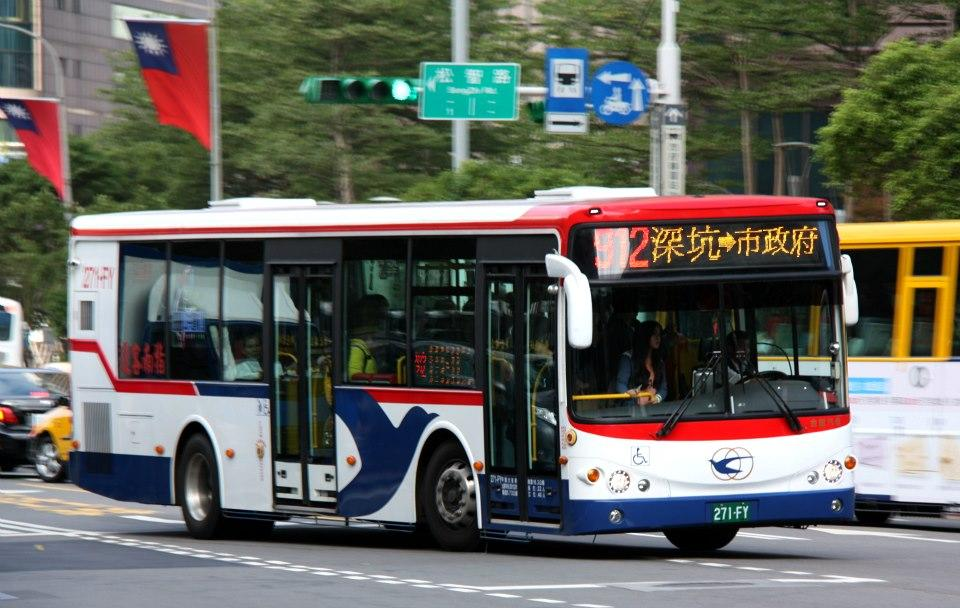
快速公車912路線

- 1開頭：休閒公車路線，多半逢假日或特殊季節行駛。
- 2開頭：剛開始以二段票收費的路線為主。例如：299路線（新莊—永春高中，分段緩衝區為臺北車站（忠孝）—新北大道中華路口）。
262路線因為延伸，需要以三段票收費，但已改回二段票。
但也有僅以一段票收費的路線，如：204、256。
而230、234、281則是少數由二段票改為一段票收費的路線。
- 3開頭：剛開始以三段票收費的路線為主。例如：早期306有饒河街、臺北橋兩個分段點。目前除了304承德線與304重慶線外，其他路線皆已改為二段票收費。
另外，由於現在的公車皆以冷氣車營運，往後新闢三段票收費的路線則以7開頭號碼為編號，不再以3開頭號碼為編號。
- 5開頭：起初皆為以冷氣車營運的一段票收費路線。所有公車路線皆以冷氣車營運後，此項區別已經沒有多少實益。然而，現行所有5開頭路線中，僅有508路全程車採三段票收費，508區間車、536為二段票收費。
- 6開頭：起初皆為以冷氣車營運的二段票收費路線。此項區別已少有實益，理由同上。然而600、622路現在為一段票收費。
- 7開頭：起初皆為以冷氣車營運的三段票收費路線。部份路線後來改為二段票或一段票收費（如：已由臺北市移撥至新北市公車的701、705路），另亦包含一部分自2011年起由公路客運移撥至臺北市公車之路線（如：756、757路）。[註 2]
- 9開頭：快速公車（903初期甚至僅於上、下班時間行駛），多為行經高速公路或快速道路的路線。例如：907路線（萬華─崇義高中；行經國道三號福爾摩沙高速公路），905路線（新店錦繡─民生社區；行經水源快速道路）。但902、903路線目前並不算快速公車。
目前，所有9字頭快速公車，比照台北市的幹線公車，已納入「公車雙向轉乘優惠」的範圍[12]。

#### 路線號碼為四位數
部分公路客運路線因政策移撥至臺北市市區公車且未加入聯營者。例如：1501（五股─動物園）、1503（五股─動物園）、1504（淡海─臺北）、1505（淡海─中和）、1717（金山─臺北）等線。惟現況1501～1505等線已分別整併納入聯營公車、劃歸新北市公車、停駛等情況而消失，僅餘1717路線屬四位數號碼路線。

#### 文字開頭的路線
- 顏色開頭：捷運接駁公車
- 路名開頭：幹線公車、新幹線公車
- 小字開頭（S）：山區小型公車及懷恩專車
- 市民小巴（M）開頭：市民小巴
- 雙層觀光巴士：紅線、藍線。

### 幹線公車路線

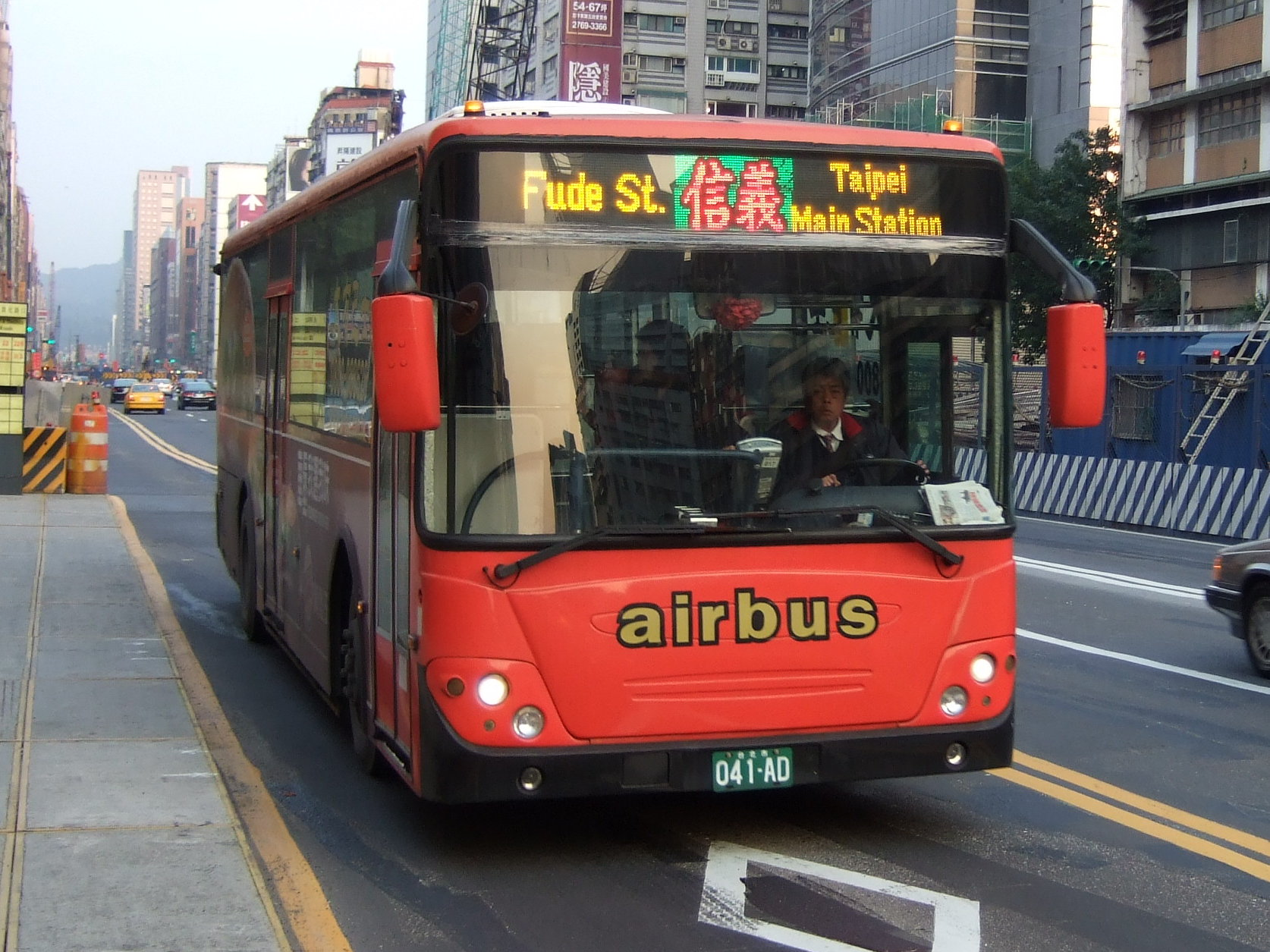
幹線公車「信義幹線」（大有巴士）
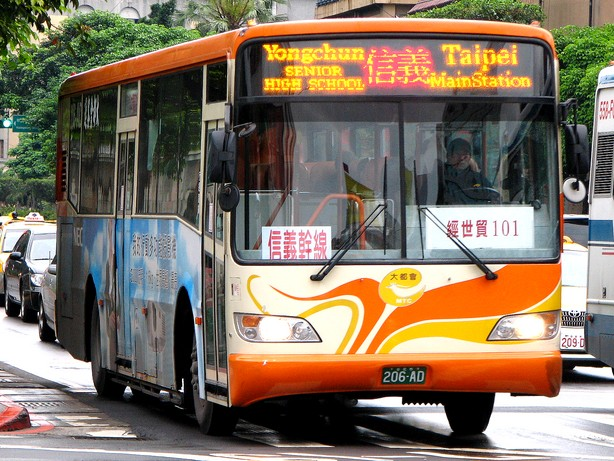
幹線公車「信義幹線」（大都會客運）
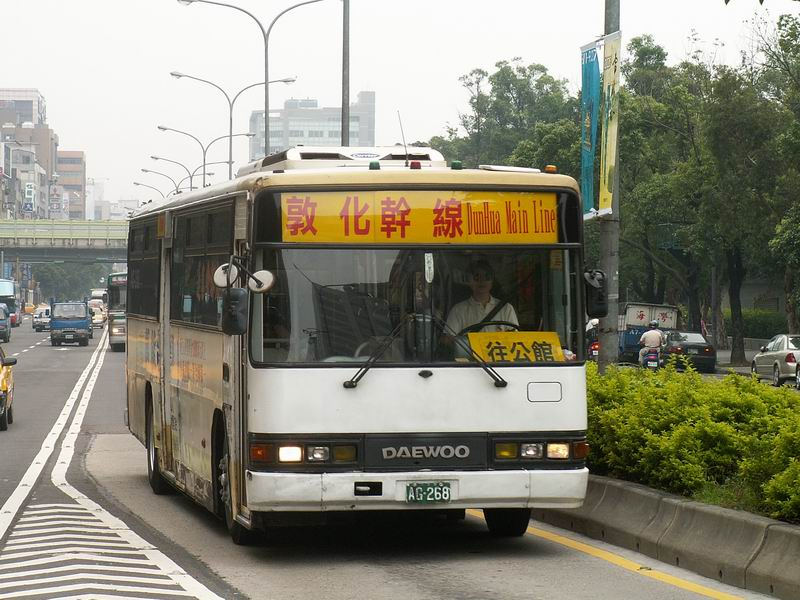
幹線公車「敦化幹線」（台北市公車處）

直行於臺北市區部分主要幹道的路線，以「○○幹線」命名。例如：信義幹線（信義路）、敦化幹線（敦化南北路）…等。此種路線有因運輸政策需求而改以他種名稱營運者，例如：改名為紅25的南京幹線（南京東西路，曾改名為「麥帥新城接駁公車」，2007年1月再度改名）；過去也有因為與通車的捷運路線重疊而停駛者，例如忠孝幹線（忠孝東西路，與捷運藍線（南港線）重疊，其角色亦由212直行車「212直行忠孝東路」路線替代）；另外也有曾因推出全路線低底盤公車政策與南港展覽館開放而闢駛的「忠孝新幹線」（今600路線）。
2017年7月起，實施「類捷運」的幹線公車，英文命名為 Metro bus，設有專屬標誌。此次幹線皆由他種名稱者轉型而來，例如518路轉型為民生幹線、642路轉型為松江新生幹線等等。而此次未入選的舊有幹線公車，亦在同年6月先改為使用數字式的路線號碼，如舊敦化幹線改為688路、忠孝新幹線改600路等等。
2018年4月2日起，232副線、588路等11條路線改為幹線公車，「八橫八縱」路網正式營運。

### 休閒公車路線

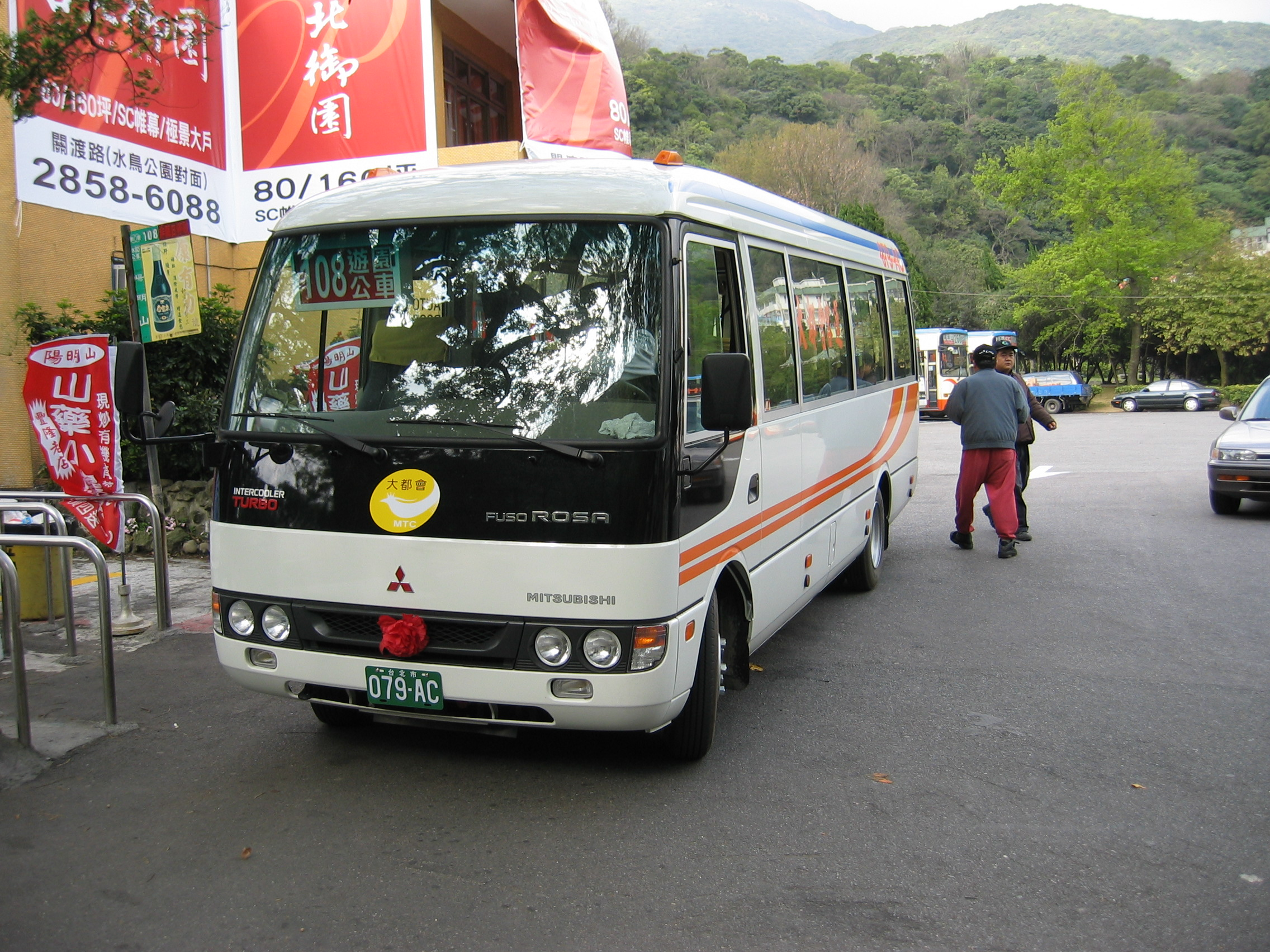
遊園公車「108」

週休二日制度實施後，為了便利民眾前往休閒景點，開始提供休閒公車服務。不過由於經營成效不佳，只有以陽明山國家公園作為端點的四條路線維持營運，後來又增加只在特定期間行駛的路線。目前休閒公車分為三種類型，其一為每日行駛，例如：108為陽明山遊園公車；其二為固定於例假日行駛，例如：109、111皆為連結陽明山與臺北市區的路線（其中111營運區間延伸至新北市新莊），而128、129則分別連結淡水信義線之石牌站與北投站；其三為只在陽明山花季期間（每年2月中旬至4月間，固定實施交通管制）或特殊節日行駛，例如：陽明山花季、竹子湖海芋季期間行駛的126、127、130、131，以及端午節、中秋節行駛的132。休閒公車路線號碼在舊式站牌上的標示方式是綠底白字，且貼於舊式站牌上之「聯營公車」標誌缺少臺北市市徽，現況臺北市內公車站牌已經更新為新式站牌，休閒公車路線號碼標示方式已經與其他路線統一，不再另設獨立站牌。臺北市立動物園原先有三條路線（106、107及115）以其為端點，但於1999年（民國88年）～2000年（民國89年）間陸續取消。2009年（民國98年）1月26日為配合貓熊展覽，再度闢駛120～122三條以臺北市立動物園為端點，固定於例假日行駛的休閒公車路線，後因貓熊展覽人潮稍減，三條路線於2009年（民國98年）3月停駛。

### 小型公車路線

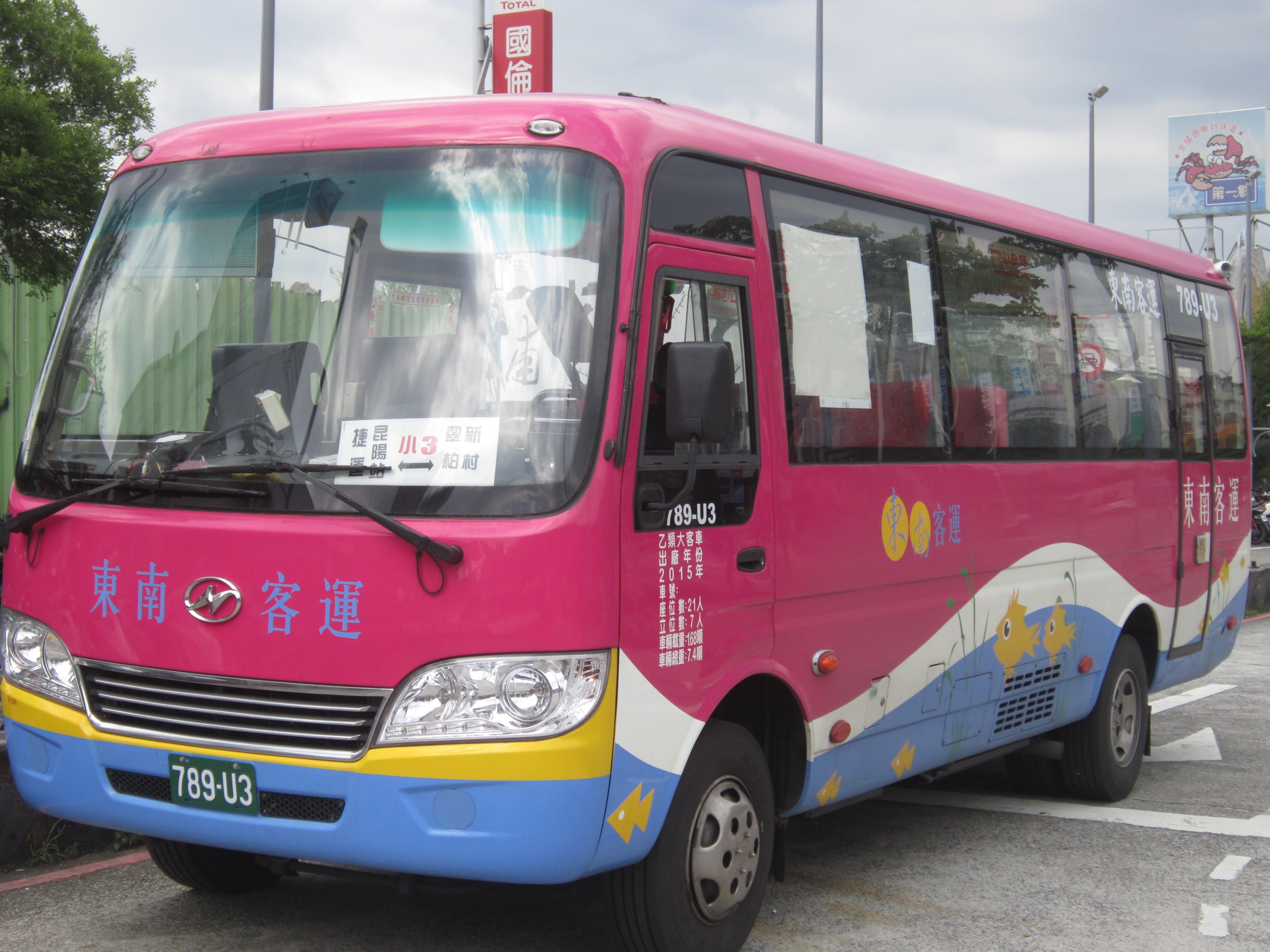
小3公車由東南客運所經營

為便利近郊山區居民進出市區，因此自1979年(民國68年)起開行山區小型公車。路線大多行駛山路及偏遠狹窄路段，在山區與偏遠地區路段隨招隨停，在市區路段則停靠固定站位。此種路線的號碼都是以「小」字開頭（英文則以「S」開頭），例如：小1、小15…等。小型公車路線早期多半以20人座小型巴士行駛，並委由臺北市公車處經營。市公車處民營化、公司化之時，小型公車路線即已全部釋出（部份路線連同營運用車輛一併釋出），由大南汽車、首都客運與東南客運承接。為了提高業者承接小型公車路線的意願，大多同意業者於接手後修改路線，以兼顧服務山區居民與業者獲利考量。部份路線經過調整後，行駛於山區與捷運站間，兼具捷運接駁公車的功能，所以不一定以小型巴士營運。例如：小1區間車（內溝—捷運昆陽站，原本只行駛至興南宮、南港農會一帶，東南客運接手後，將路線延伸至捷運昆陽站）。

### 無障礙路線
博愛公車
為了服務行動不便者，以及乘坐輪椅移動的身心障礙者，臺北市政府透過臺北市公車處（今大都會客運）特別開行「博愛公車」，營運用車輛初期為彩虹公車，後期則為美國萬國汽車改裝，車內具升降設備可放置輪椅，有需要使用輪椅者，需要事先查詢「博愛公車」發車時間。由於「博愛公車」路線與277（松德站—榮總）相同，而且277已經全線汰換為低地板（舊稱低底盤）公車，因此「博愛公車」已經自2013年（民國102年）6月19日起正式停駛。另市府為服務更多行動不便者，只要有證明且五人以上，可租用大復康車輛。民間公車業者也有將旗下日本日野汽車改裝為大復康公車，但直接配置於既有路線營運。
低地板引進
臺北市公車處（今大都會客運）於2001年（民國90年）從匈牙利伊凱洛斯車輛廠整車進口30輛低地板（舊稱低底盤）公車，作為行經醫院路線的輪椅接駁之用，只在固定時間行駛，若有需要輪椅接駁，必需事先查詢低地板發車時間。（大部份總站平常日發車間隔約為一小時）。
欣欣客運公司在2003年（民國92年）時購入兩輛改裝過的3分之2低地板巴士（為車體廠自行改造底盤而來），原本設計可以上下輪椅，但已經停止使用相關設備，僅為一般低入口巴士；目前配置於和平幹線（較早時配置於236、254與672，後來又配置到1路線或舊的和平幹線），但是沒有行駛時間表，無法利用。
2010年（民國99年）開始，各客運公司在政府（交通部、臺北市政府、新北市政府）補助下，開始大量汰換旗下普通客車改為低地版公車。
新幹線路線
因為身心障礙者原本就十分稀少，復康巴士（專供身心障礙者乘坐）預約訂車與「及門服務」也逐漸普遍化，造成固定班次的效果相對不足，所以自2008年隨著臺北市交通局開始推動低地板公車的新路線引入補助，各家業者開始再度購置低地板公車，行駛新幹線路線。
2008年（民國97年）3月，中興巴士集團的中興巴士與光華巴士首度採用由臺灣三陽工業引進中国大陆金龍汽車技術所打造的低地板新車，聯合闢駛忠孝新幹線。
2008年（民國97年）6月，首都客運首度購得大宇成運低地板新車，闢駛信義新幹線，並將棕9路線的車輛全數更換。
2008年（民國97年）12月，首都客運二度購得大宇成運低地板新車，並將原518路線的車輛全數更換。
2009年4月14日，中興巴士集團透過三陽工業引進低地板取得關鍵技術，開始轉由自家車體廠製造車輛，將旗下指南客運的902路線公車全面改配金龍低地板新車。
2009年（民國98年）4月，中興巴士集團的光華巴士，將旗下的220、72路線公車全面改成金龍低地板新車。
2009年（民國98年）5月，臺北客運205路改換成大宇成運的低地板公車。
2009年（民國98年）7月，首都客運將紅32路線車輛全數汰換為大宇成運低地板新車。
2009年（民國98年）8月，中興巴士集團旗下的指南客運將282路線全數汰換為金龍低地板新車。
2009年（民國98年）9月，首都客運將21路線車輛全數汰換為大宇成運的低地板新公車。
2017年（民國106年）7月，首都客運將原518路線更名為民生幹線。
2018年（民國107年）4月，首都客運將原棕9（BR9）路線更名為南京幹線、將原紅32（R32）路線更名為民權幹線；光華巴士將原220路線更名為中山幹線。

### 市民小巴路線

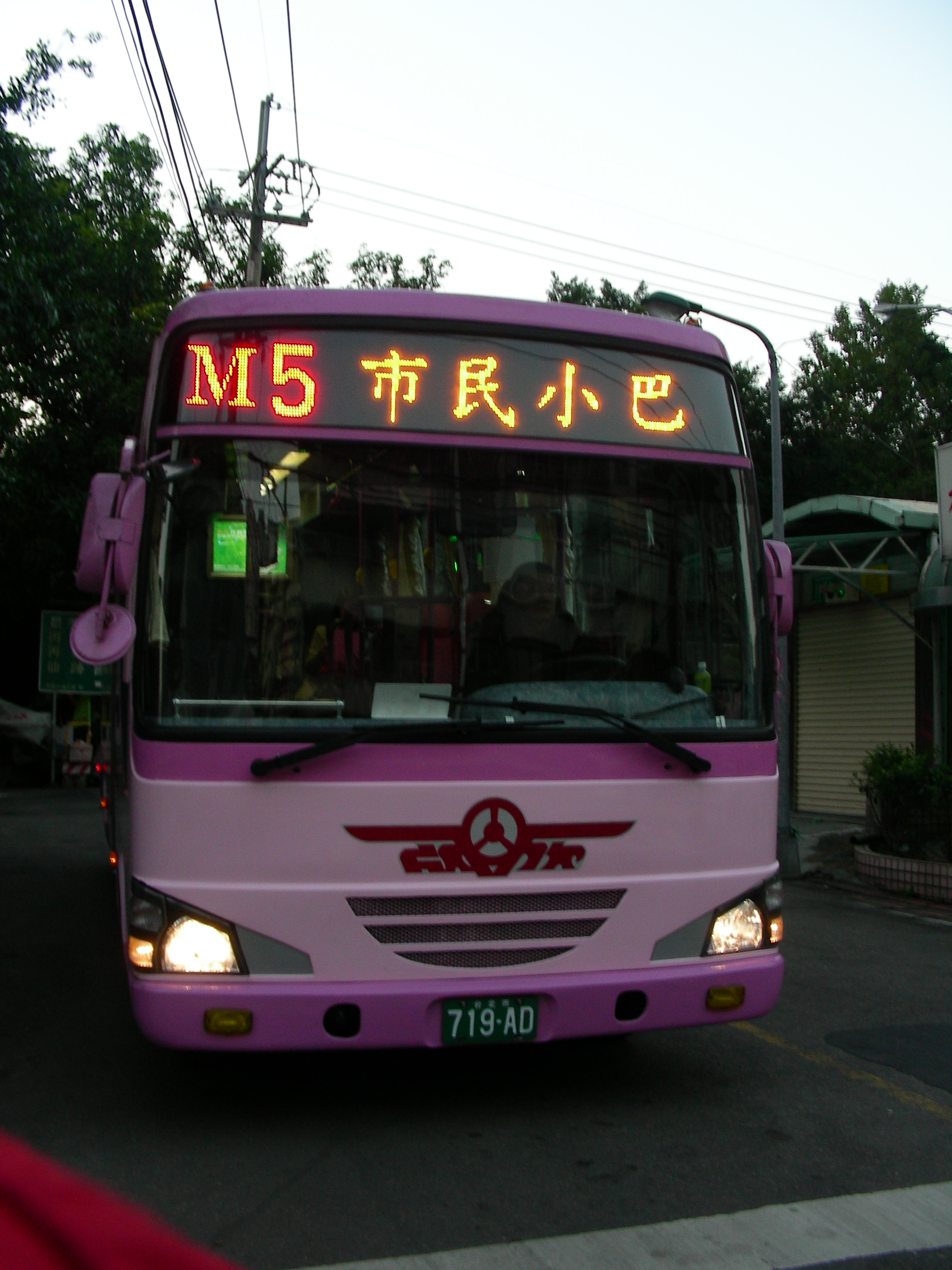
市民小巴路線M5
(捷運景美站~興得閱覽室)

自2007年（民國96年）起，為提供社區與捷運站間的「最後一哩」接駁服務，臺北市政府交通局規劃出「市民小巴」路線，路線大多不跨越其他行政區、行經捷運站或公車轉運站，方便社區居民通勤；各路線皆以「市民小巴」四字開頭（英文則以「M」開頭）。臺北市政府交通局原規劃11條市民小巴路線，其中大同區、萬華區共四條路線因配合西區風華再現政策，已另外規劃為「主題專車」外，其餘六條路線已於2007年（民國96年）12月陸續通車。

### 主題專車路線
自2008年起開行的主題專車路線，強調以觀光為主的公車路線，路線性質介於市民小巴與休閒公車。此性質路線大多行駛於萬華區、大同區等發展較早的臺北市西區，起因於臺北市政府交通局原規劃於大同區、萬華區的四條市民小巴路線，配合西區風華再現政策，經評估之後，路線性質已與市民小巴的通勤性質有明顯差異，因此另外規劃為「主題專車」。至今僅開闢2條路線，但兩路線皆因載客量不足，萬華區的西門町主題專車在配合2008年西門町試辦徒步區擴大範圍結束後停駛之外，大同區大稻埕水岸公車亦於2011年停駛。

### 接駁路線
| 路線 | 英文縮寫 |
| ---- | -------- |
| 棕   |          |
| 紅   |          |
| 綠   |          |
| 橘   |          |
| 藍   |          |

自1999年（民國88年）12月24日起開行的捷運接駁公車，以服務乘客往返於捷運站與無捷運服務區域間為主要任務。路線必定行經捷運站或其周圍，而且大多以捷運站作為路線的其中一個端點站。在編號前加上臺北捷運路線的中文、英文顏色名稱作為識別。例如：藍7（BL7；捷運藍線（板南線）市政府站—大直）、棕10（BR10；東湖—捷運棕線（文湖線）南京復興站）。機場捷運尚未設立獨立的接駁編號，目前在雙北市內是直接使用捷運先導公車的9字頭3位數；捷運黃線（環狀線）雖然已通車，但目前未有該線的捷運接駁公車。

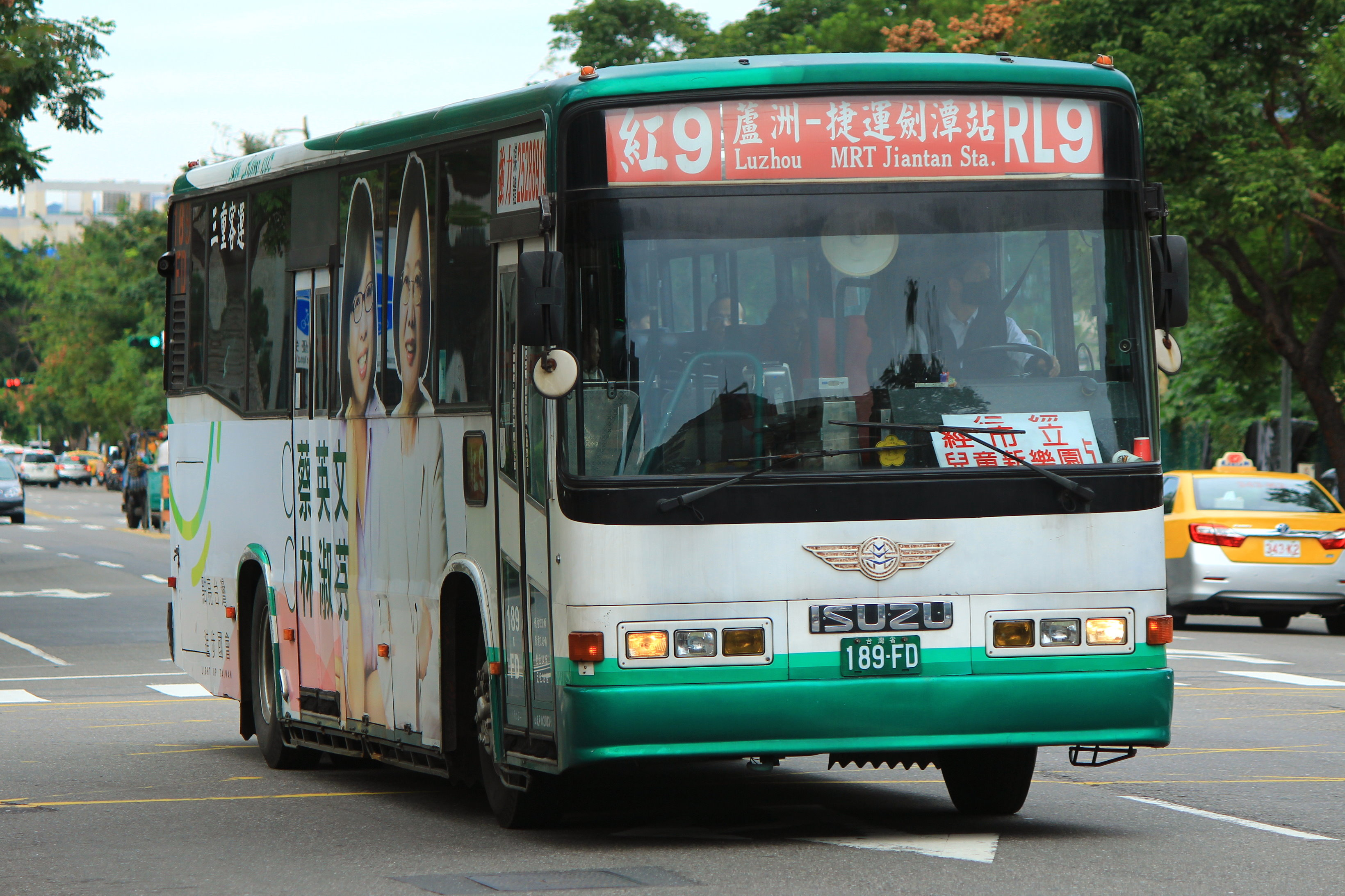
捷運接駁公車「紅9」
（蘆洲—捷運劍潭站）

此種接駁路線大部分為一段票收費，當中有許多路線里程並不長。不過也有部份接駁路線同時行經相距較遠、分屬不同捷運路線的兩個或兩個以上捷運站，但仍舊只收取一段票車費。例如：紅2（R2；汐止社后—捷運圓山站），同時行經棕線（文湖線）葫洲站～大直站間和紅線（淡水線）圓山站；新北市公車綠2（G2；景美女中—中和、永和，同時行經棕線（文湖線）萬芳醫院站、綠線（新店線）七張站以及橘線（中和線）景安站和永安市場站）。另有兩段票收費之接駁路線，大部分係因原有路線延駛後里程過長，或與其他兩段票路線重疊所致。
在臺北市聯營公車部分，部分捷運接駁公車編號上之捷運路線代表色，最初是配合該路線行經其對應代表色所屬捷運車站之末班車接駁服務而制定，而並非以行經其代表色之捷運站數量多寡而定義，例如：欣欣客運棕2行經捷運棕線（文湖線）萬芳醫院站一站、綠線（新店線）景美站（景美國中）、大坪林站兩站，其路線班車係配合接駁捷運萬芳醫院站末班列車乘客而設計，故以「棕」為編號名稱，而非以「綠」定義，但目前實際有配合捷運車站之末班車接駁服務之路線已逐漸減少。
捷運接駁公車上路初期，所屬車輛的保險桿須塗上行經之捷運站所屬路線的代表色，後來改為塗上編號前的代表色，目前已無此一強制規定，部份路線已經將保險桿恢復為所屬業者的標準塗裝。例如：欣欣客運綠2行經捷運棕線（文湖線）、綠線（新店線）與橘線（中和線）的車站，初期所屬車輛的保險桿須塗上棕色、綠色與橘色，之後統一塗為綠色，現在大部分車輛已將保險桿改為粉紅色（欣欣客運標準塗裝）。

### 園區通勤專車路線
近年來廠商陸續進駐內湖科技園區與南港軟體園區，導致進出園區的相關道路交通負荷大增，形成嚴重的交通瓶頸。因此臺北市交通局於2006年(民國95年)規劃於上、下班時間連結園區與部份主要捷運站，以及新北市部份地區的固定班次通勤專車，尋求改善此一情況。此種通勤專車路線大多行經快速道路、公車專用道以達到直達的目的。

### 特殊路線型態區分

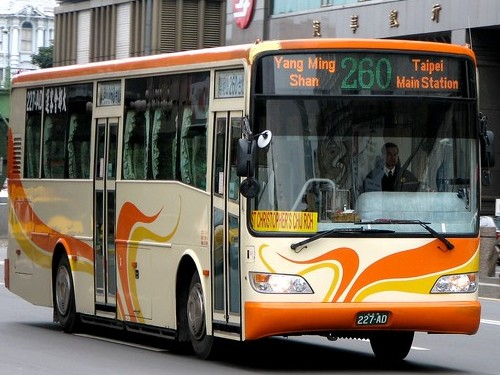
260區間車（號碼以綠色文字表示）

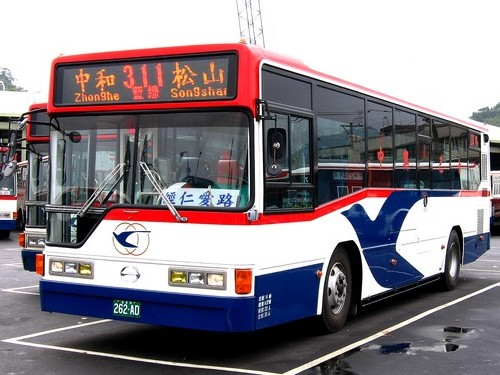
路線號碼顏色的特例—311藍線

聯營公車路線中，存在著多條路線使用同一個路線號碼，但營運區間卻有所不同的情形。通常會選定其中一條路線作為正線，號碼以紅色文字表示（因此有時也稱為「紅線」）。其他使用相同號碼，但區間不同的路線，則依其路線特性另行區分種類，或在路線號碼板、擋風玻璃側標示。
路線類別：
- 區間車：僅行駛於正線的部份區段，原則上行駛正線載客量較大的區段（偶有小路段不同），號碼有時以綠色文字表示。兩段票以上收費的路線，區間車的分段點或分段緩衝區與正線相同。
  - 例如：260（正線）為「陽明山－東園」；260（區間車）為「陽明山－臺北車站」。
- 副線（綠線／藍線）：通常與正線有某種程度上的路線差異，號碼大多以綠色或藍色文字表示（因此有時也稱為「綠線」、「藍線」，或直接以主要行經道路的名稱加註）。此類路線有時也會脫離正線，重新改號。
  - 例一：尚未移撥至新北市公車的原聯營公車時期245（裕民路副線）與245（正線）過去同為「德霖學院—臺北」（正線曾延伸至臺北市政府，後於2015年10月11日起取消延駛），但副線行經裕民路，則與正線不同；另有繞行土城明德路東段的245（青山線）。245（裕民路副線）現在改號為656；245（青山線）現在改號為657並且不行經台北市轄區道路。
  - 例二：605同時有副線（行經重陽路）、新台五線（行經新台五路）及快速公車(行經國道一號、南京東路)。
  - 例三：643（錦繡—復興北村）為642（綠線）改號而來，路線原本即與642（正線，青潭—復興北村）有所差異。
    - 副線脫離正線，重新改號的其他例子：650／647、268／267等。
- 直達車：有時又稱為直行車，相較於正線行經較為快捷的道路或較少繞路的路線。
  - 例一：214直達車（中和—松山機場）於永和地區大致直行永和路；正線則繞行竹林路、中正路等道路。
  - 例二：212直行車「212直行忠孝東路」線完全直行忠孝東、西路，正線則繞行南港路、向陽路、永吉路等道路。
- 左線、右線：依行駛路段或方向的不同予以區分。由於容易造成路線辨識上的混淆，因此目前僅剩貓空遊園公車與新北市公車綠2路分為左、右線。
  - 例一：現672過去原為「254 左線」；現254過去則為「254右線」；現671過去原為「253 左線」；現253過去則為「253右線」；現670過去原為「249 左線」；現249過去則為「249右線」，以上皆為欣欣客運所營運的路線。
  - 例二：現652過去原為「0東（右線）」；現0東過去則為「0東左線」,現在均由大都會客運營運。
    - 聯營公車265線，大南汽車將全程車及區間車分別稱為左、右線，但和上述的左、右線狀況不盡相同；該線與三重客運聯營。
- 快速公車：行經快速道路或高速公路。包括9開頭的三位數號碼路線（902、903除外）以及副線型式（起訖站與正線大致相差無幾）的快速公車。
  - 例如：605快速公車（汐止—臺北車站）行經環東大道、國道一號（中山高速公路），即為副線型式的快速公車。
- 夜間公車[14][15]：於正常收班時間後開行的固定班次公車，班次通常不多，單段票價比平時貴，大部分是由日間班次延長行駛時間的路線。
  - 目前提供夜間公車服務的路線包括：39、212直行忠孝東路、265；其中265路線與日間略有不同。

路線號碼顏色的特例：
- 232：由於路線經過調整，因此正線為232，副線為232（今忠孝幹線）。
- 紅15：2004年（民國93年）～2007年（民國96年）間，分割為正線與副線後，正線與原有路線重疊較少，標明為紅15；副線與原有路線重疊較多，標明為紅15。
- 311：早期分為311（正線）、311（綠線）、311（藍線）三條路線，後來311的初期路線（汐止—中和；行經汐止大同路）縮短並改號為668（汐止—公館）。因路線重新規劃而衍生的311改為行經汐止新台五路，之後也縮短路線並改號為675（汐止—公館）。311（汐止—松江路；行經東湖）已改線並改號為711。因此目前只有311（中和—松山；行經永福橋），路線也已經扶正。由於當時該公司車輛的路線LED不能顯示藍色，一度標為311藍線，在311綠線改為711之後並不再強講藍線，LED與駕駛座前方指示牌的編號改為311，僅車門側的舊有壓克力板仍維持311直到這些車型自然消滅。電動公車上路後，部分車輛的LED顯示器可以顯示彩色，藍色的311再度出現。

- 216：由於正線已停駛，因此區間車為216或216區間（車頭LED路線號碼顯示器）以及216（壓克力路線號碼板）；副線為216副（已停駛）。
- 262全程車：由於大有巴士262（區間車，中和連城路─民生社區）於2009年（民國98年）2月底暫停行駛，但部分車輛的車頭LED路線號碼顯示器早已安裝綠色版本，導致目前全程車有兩種顏色顯示，分別為：「德霖學院262民生社區」與「德霖學院262民生社區」（2012〔民國101年〕年雖復駛連城路區間車，但是和全程車為混合調度，均有兩種顏色顯示；2014年正式停駛大有區間車）。
- 新店客運營運之所有綠線接駁公車：新店客運的路線板LED化之後，刻意將號碼顯示為如「綠13」之樣式，今日所有新店客運營運之綠字公車皆採用此樣式。

### 附註
- 8開頭三位數路線編號，皆為新北市政府交通局管轄的「新北市市區公車」路線。例如：801（五股—松山機場）。另配合新北市升格，部分公路客運轉型為新北市市區公車時，因8開頭號碼不敷使用，因此也有使用7開頭及9開頭後段作為新北市公車的路線編號。
- 臺北市聯營公車與新北市公車大部分均有路線編號，且兩者間未重號，但2014年1月1日前仍有例外（如51路線，臺北市聯營公車與新北市公車均有這個編號，臺北市聯營公車51路自2014年起改號為新北市公車896路）。
- 除了一般路線之外，過去還有「文化公車」、「中型冷氣公車」…等曾經短暫出現的特殊類型路線。中型冷氣公車於1976年（民國65年）7月1日上路，原本路線號碼以「中」字開頭（中1、中2…等），1979年（民國68年）9月6日之後才將路線號碼改為5開頭及6開頭，轉變為一般路線。
- 早期由於避諱帶有「死」字諧音的數字「4」，以及西洋傳統上的不吉利數字「13」，因此完全不以4單獨作為路線號碼，也不以4作為三位數路線號碼的開頭（至今依舊如此）；此外，一般路線、小型公車路線當中，目前也仍舊沒有以13作為號碼的路線（但台北市、新北市捷運接駁公車部分有紅13、綠13、棕13、橘13）。
- 以往基於政治理由，原本具有吉祥意涵的數字「8（發）」（避免觸及歷史上的中國共產黨「八路軍」），同樣完全沒有被單獨採用為路線號碼，亦未作為三位數路線號碼的開頭；二位數路線號碼則只有1980年代原臺北市公車處（今大都會客運）的80（陽明山─馬槽，已停駛）。後來隨著新北市公車上路以及國道、公路客運4位編碼，才有8、88和8開頭的三位數、四位數（國道、公路客運）路線號碼，捷運接駁公車部分亦有新北市公車綠8。「228」這個號碼（隱喻二二八事件）也從未被採用為路線號碼。

### 列表
- 大臺北地區公車路線列表
- 大臺北地區公車路線廢線列表

## 外部連結

### 管理單位
- 臺北市公共運輸處 （页面存档备份，存于）
- 臺北市公車聯營管理委員會 （页面存档备份，存于）
- 大臺北公車 （页面存档备份，存于）

### 聯營公車業者
- 大都會客運 （页面存档备份，存于）
- 首都客運 （页面存档备份，存于）
- 三重客運 （页面存档备份，存于）
- 中興巴士、光華巴士、新北客運、指南客運、淡水客運 （页面存档备份，存于）
- 臺北客運 （页面存档备份，存于）
- 欣欣客運 （页面存档备份，存于）
- 大南汽車 （页面存档备份，存于）
- 大有巴士 （页面存档备份，存于）
- 東南客運 （页面存档备份，存于）
- 新店客運 （页面存档备份，存于）

### 其他連結
- 悠遊卡股份有限公司 （页面存档备份，存于）
- 一卡通票證公司 （页面存档备份，存于）
- iCash （页面存档备份，存于）
- HappyCash[]